# Citroën Total World Rally Team
Das Citroën Total World Rally Team (das „Total“ steht für das französische Mineralölunternehmen) ist das Werksteam der Motorsportabteilung Citroën Racing des französischen Automobilherstellers Citroën, der nach dem Firmengründer André Citroën benannt ist und sich seit der Saison 2003 in der FIA-Rallye-Weltmeisterschaft engagiert. Das Team heißt seit 2013 Citroën Total Abu Dhabi WRT. Mit 93 WRC-Siegen ist Citroën bis zum Jahr 2014 der erfolgreichste Automobilhersteller in der Rallyegeschichte.

## Vorgeschichte

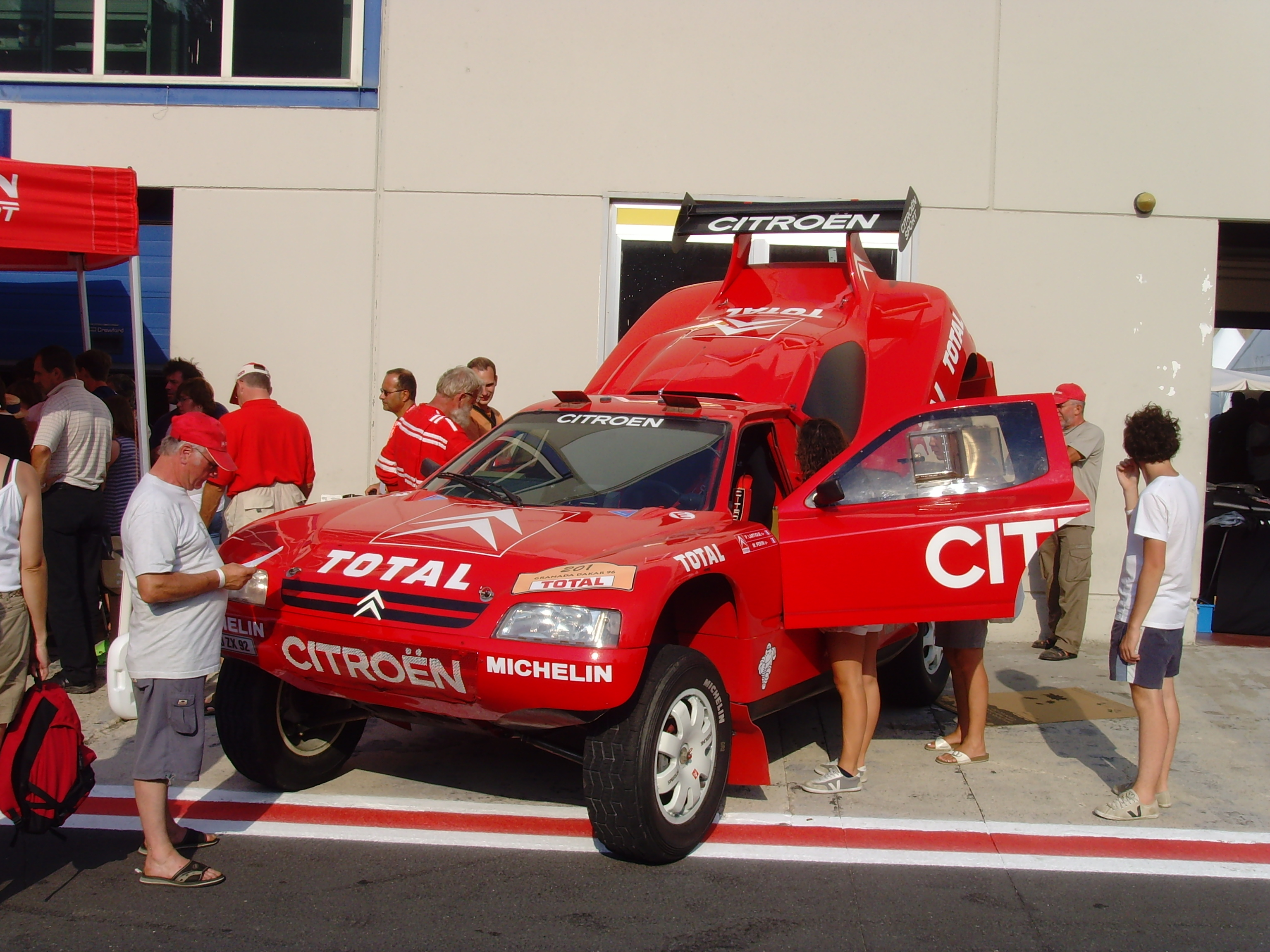
Citroën ZX Rally Raid beim 14. ICCCR Citroen World Meeting Rom

Bereits in den 1950er und 1960er Jahren war die Marke im Motorsport aktiv. So gewann beispielsweise Paul Coltelloni in einem Citroën ID 19 die prestigeträchtige Rallye Monte Carlo 1959 und Pauli Toivonen im DS 21 die Monte 1966.
Citroën Sport stieg 1986 erstmals mit einem Gruppe B Citroën BX 4TC in die Rallye-Weltmeisterschaft ein. Das neu entwickelte Fahrzeug konnte allerdings nur bei drei Läufen der Gruppe B-Meisterschaft eingesetzt werden. Die Gruppe B stand nach einigen tragischen Unfällen bereits in der Kritik und wurde im Laufe dieser Saison, nach dem tödlichen Unfall von Henri Toivonen im Lancia Delta S4 bei der Rallye Korsika, endgültig verboten. Daraufhin zog sich das Citroën-Team aus der Rallye-Weltmeisterschaft zurück.
Mit der Markteinführung des Citroën ZX 1991 begann sich Citroën Sport in einer anderen Art des Rallyesports zu betätigen. Nachdem Citroën mit dem ZX Rally Raid die Rallye-Raid-Konstrukteursmeisterschaft 1991, 1994, 1995, 1996 und 1997 gewonnen hatte, in diesem Zeitraum die Rallye Paris-Dakar viermal gewann, zog es sich aus dieser Motorsportart zurück und begann mit den Vorbereitungen zum Aufbau eines neuen Rallyefahrzeuges.
Der als ZX-Nachfolger eingeführte Citroën Xsara sollte als frontgetriebenes Kit-Car in der bis-2000 cm³-Hubraumklasse (damals Kl.-A7) in der französischen Rallyemeisterschaft eingesetzt werden.

### 1998–2000: Vereinzelte WM-Teilnahmen mit dem Kitcar

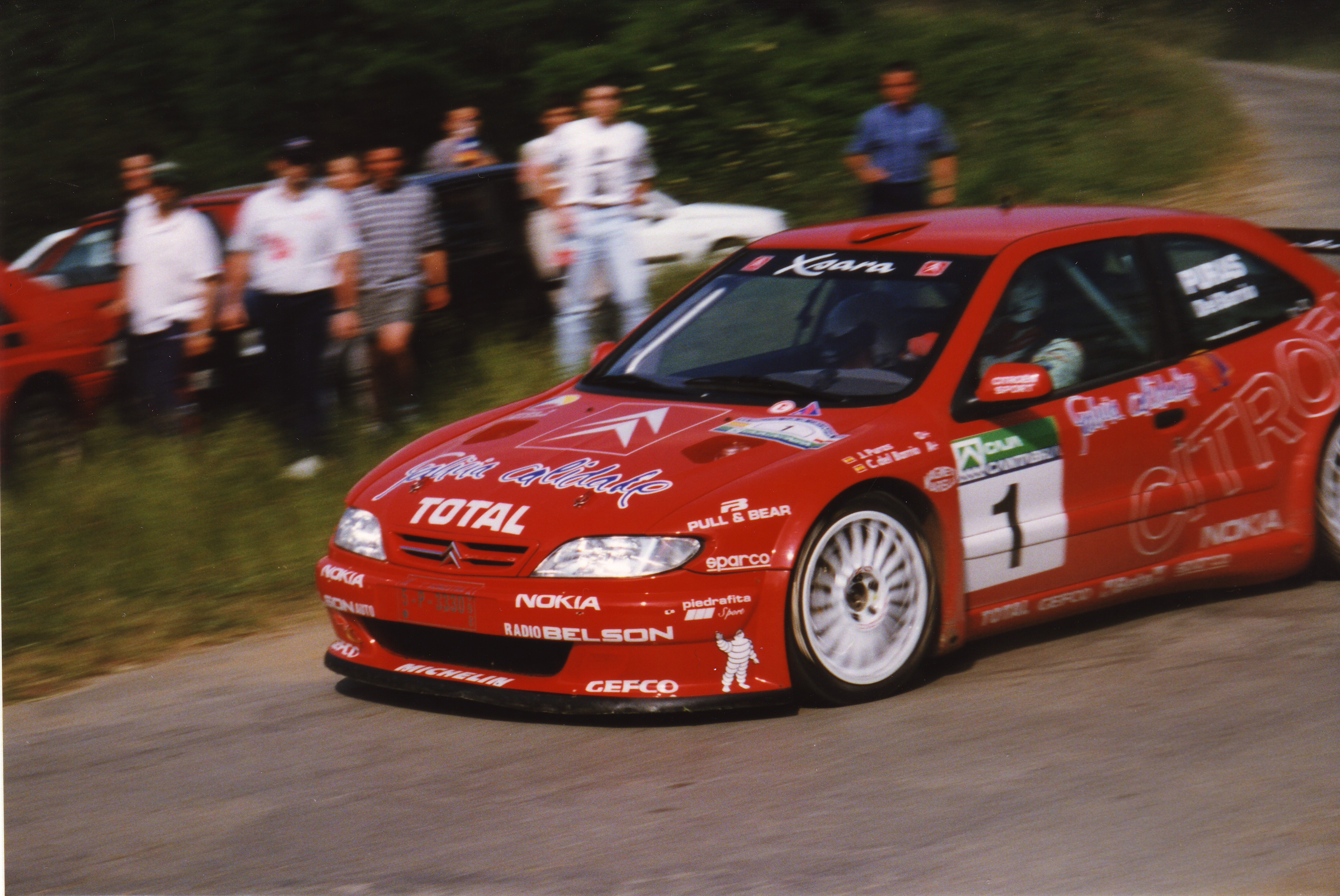
Jesús Puras bei der Rallye Cantabria 1998

In der französischen Meisterschaft stellte sich das Fahrzeug als gelungene und konkurrenzfähige Konstruktion heraus. Da der Xsara gleich ab den ersten Einsätzen bei den französischen Rallyes von Sieg zu Sieg fuhr, drei davon auch zur Rallye-Europameisterschaft gehörten, beschloss man das Engagement auszudehnen.
Zunächst startete das Team ab der Rallye-Weltmeisterschaft 1998 mit den zweiradgetriebenen Citroën Xsara Kitcars bei den Asphaltrallyes der Weltmeisterschaft ohne bei der Konstrukteursweltmeisterschaft eingetragen zu sein.
Beim ersten Einsatz in der Weltmeisterschaft bei der Rallye Katalonien belegte Philippe Bugalski mit dem ungefähr 280 PS leistenden mit 2-Liter-Saugmotor und Vorderradantrieb ausgestatteten Xsara den Klassensieg und den fünften Gesamtrang hinter vier Turbo-Allradfahrzeugen der seit der Saison 1997 ausgeschriebenen WRC-Klasse. Er schied auf Korsika nach einer Kollision mit einer gebrochenen Radaufhängung und bei der Rallye San Remo nach einem Unfall aus. Sein Teamkollege Jesús Puras nahm 1998 an zwei WM-Rallyes teil ohne das Ziel zu erreichen.
In der Saison 1999 nahmen Philippe Bugalski und Jesús Puras wieder an drei WM-Asphaltrallyes im Xsara Kitcar teil. Bei der Rallye Katalonien errang Philippe Bugalski diesmal den Gesamtsieg vor den stärkeren World Rally Cars. Bei der Rallye Korsika gelang Bugalski und Puras ein Doppelsieg. Es begann sich bei den etablierten Werksteams Unzufriedenheit mit der Situation breit zu machen. Die Stimmen der Eine-Reglementänderung-Fordernden wurden immer lauter. So sagte, der damalige Ford-Werkspilot, Colin McRae:
„Sogar meine Großmutter hätte gute Chancen die Rallye Korsika in einem Xsara Kitcar zu gewinnen.“
Bei der Rallye San Remo schieden sowohl Bugalski als auch Puras aus. Trotzdem wurden für die Fahrzeuge der Klasse-A7 Luftmengenbegrenzer verpflichtend eingeführt. Citroën Sport zog sich mit dem Xsara Kitcar daraufhin aus der Teilnahme an Rallye-Weltmeisterschaftsläufen der Saison 2000 zurück.
Wie oben erwähnt, nahm das Team parallel dazu mit dem Xsara Kitcar an der französischen Rallyemeisterschaft teil, dort gewann Philippe Bugalski 1998 und 1999 den Meistertitel. Unter dem Namen Citroën Hispania setzte Citroën Sport das Xsara Kitcar auch drei Jahre lang in der spanischen Rallyemeisterschaft ein. Jesús Puras gewann den Titel mit diesem Fahrzeug 1998, 1999 und 2000.
Ebenso baute Citroën Sport in der nächstniedrigeren Klasse Citroën Saxo Kitcars als Kundenfahrzeuge auf. Ein junger Nachwuchsfahrer begann damit im, zur Jugendförderung geschaffenen Team, Équipe de France FFSA bei drei WM-Läufen 1999 „Weltmeisterschaftsluft zu schnuppern“. Der schon damals durch beeindruckende Wertungsprüfungszeiten für Aufsehen sorgende Sébastien Loeb sollte später noch von sich reden machen.

### 2000–2001: Xsara T4 und Saxo Super 1600
Im Jahr 2000 reagierte das Team auf die Restriktionen gegen die Kitcars. Da der Konzernbruder Peugeot ab diesem Jahr mit dem Peugeot 206 WRC in der Weltmeisterschaft um den Fahrer- und Herstellertitel fuhr, die es letztendlich mit Marcus Grönholm auch beide gewann, wollte man Peugeot keine Konkurrenz machen und setzte den, nach dem Reglement der Klasse-A8, neu entwickelten Xsara T4 nur bei der französischen Rallyemeisterschaft ein.
Bugalski gewann damit jede Rallye, an der er teilnahm, inklusive der als Rallye-EM-Lauf ausgetragenen Rallye Deutschland und den dritten französischen Meistertitel in Folge. Nebenher fuhr er auch drei WM-Rallyes im privat eingesetzten Saxo. Loeb startete, ebenfalls mit einem privat eingesetzten Saxo, bei zwei WM-Läufen und wurde vom Citroën-Team, zur Ausbildung im Xsara Kitcar, bei einer einzelnen EM-Rallye eingesetzt, welche er auch gewann.
Ab der Rallye-Weltmeisterschaft 2001 verstärkte Citroën Sport sein Engagement in der Rallye-Weltmeisterschaft. Das Team verzichtete weiterhin auf die volle Teilnahme und beteiligte sich auch nicht an der Hersteller-Weltmeisterschaft. Es setzte aber erstmals, mit Allradantrieb und Turboaufladung ausgestattete, Citroën Xsara T4-Fahrzeuge der WRC-Klasse (A8) ein. Beim ersten Auftritt dieses Fahrzeuges in Katalonien zeigten Puras und Bugalski schon die zukünftige Konkurrenzfähigkeit des Xsara auf, bevor sie an erster und zweiter Stelle liegend ausschieden. Jesús Puras erzielte später bei der Rallye Korsika seinen ersten Gesamtsieg in der Rallye-Weltmeisterschaft.

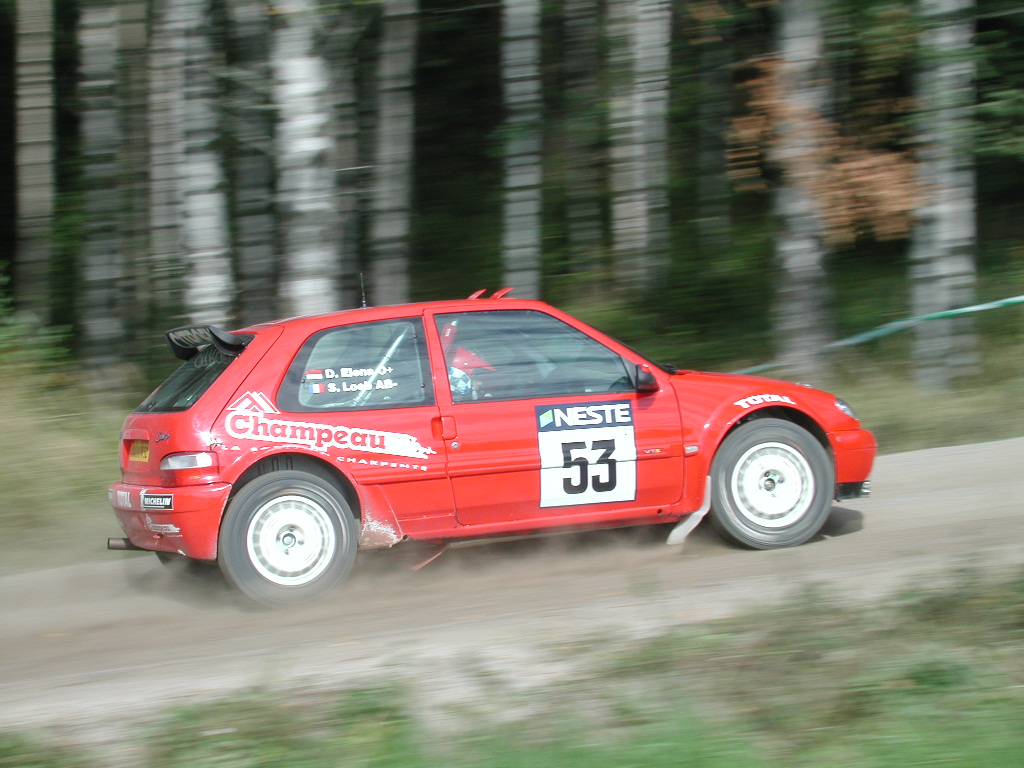
Sébastien Loeb im Citroën Saxo S1600 bei der Rallye Finnland 2001

Mit dem Citroën Saxo VTS Super 1600 startete das Team bei der, im Rahmen der Rallye-Weltmeisterschaft, einmalig ausgetragenen Weltmeisterschaft für Super 1600-Fahrzeuge. Als hoffnungsvollster Citroën-Nachwuchsfahrer bestritt Loeb den größten Teil der Saison in dieser Serie, aus der 2002 die Rallye-Juniorenweltmeisterschaft hervorging. Im Citroën Saxo S1600 gewann er seine Klasse bei allen fünf gefahrenen Rallyes, darunter die Rallye Katalonien, die Rallye Griechenland, die Rallye Finnland, die Rallye Korsika und die Rallye Großbritannien. Bei der Rallye San Remo ging er hingegen nicht in der Super-1600-Klasse an den Start. Sein Teamchef und Mentor Guy Fréquelin ermöglichte ihm, zur Belohnung für seine hervorragenden Leistungen, stattdessen seinen ersten Einsatz im Citroën Xsara T4 bei der San Remo Rallye. Loeb erzielte auf Anhieb vier Wertungsprüfungs-Bestzeiten und musste sich am Ende der Rallye nur um wenige Sekunden dem absoluten Asphaltspezialisten und Favoriten Gilles Panizzi im Peugeot 206 WRC geschlagen geben. Dennoch erzielte er mit dem zweiten Platz sein bisher bestes Ergebnis in der Weltmeisterschaft sowie seine ersten WRC-Punkte. Am Ende der Saison stand mit deutlichem Punktevorsprung der Titel in der Super 1600-WM zu Buche.
Loeb war neben seinem S1600-WM-Einsatz 2001, für das Citroën-Team weiterhin, im immer noch bei nationalen Bewerben eingesetzten, Citroën Xsara Kit Car in der französischen Rallye-Meisterschaft auf Asphalt aktiv. Dort gewann Loeb alle sechs Rallyes, bei denen er das Ziel erreichte, und wurde mit großem Punktevorsprung französischer Meister.

### 2002 Das Citroën Xsara WRC

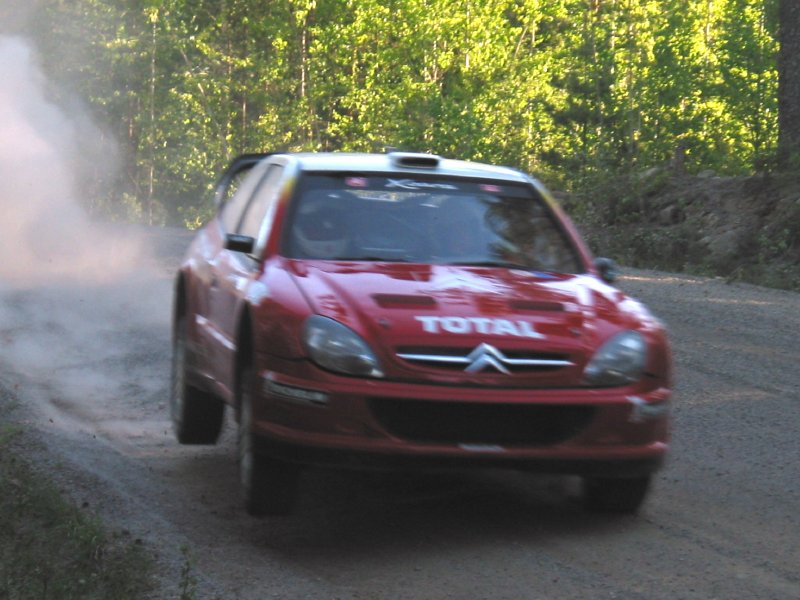
Citroën Xsara WRC bei der Rallye Finnland 2002

Nach wie vor stieg das Team nicht voll in die Rallye-Weltmeisterschaft ein. Es startete bei acht von vierzehn Rallyes, um die 2002er Version des Xsara, die ab nun den Zusatz World Rally Car (WRC) trug, für die eventuell volle WM-Teilnahme ab 2003 zu testen. Schon bei der ersten Rallye in Monte Carlo zeigte der junge Loeb erneut sein Talent auf. Bei seinem ersten Einsatz im Xsara WRC absolvierte Loeb die Rallye zwar als schnellster Pilot, jedoch erhielt er wegen eines verbotenen Reifenwechsels nachträglich eine Zeitstrafe und fiel somit auf den zweiten Platz hinter Tommi Mäkinen zurück. Bugalski wurde bei der Rallye Katalonien Gesamtdritter. Auch ihr in dieser Saison zum ersten Mal eingesetzter Teamkollege Thomas Rådström erzielte bei der Safari Rallye den dritten Gesamtrang. Nachdem Loeb zwischenzeitlich nur durchschnittliche Ergebnisse eingefahren hatte, konnte er im August bei der Rallye Deutschland seinen ersten WRC-Sieg feiern.

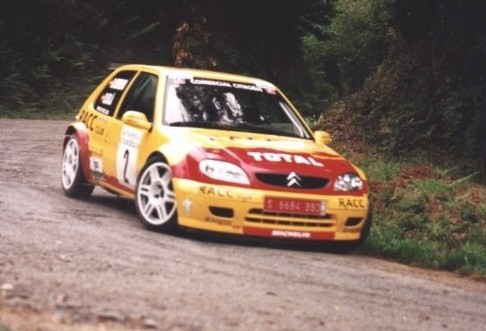
Daniel Solà 2001 bei der Rallye de Avilés

In der inzwischen Rallye-Juniorenweltmeisterschaft genannten Super 1600-Klasse erzielte der Spanier Daniel Solà, mit drei Siegen in fünf Rennen, den Junioren-Titel 2002 in einem vom Citroën-Team unterstützten Saxo S1600.

## Bilanz des Citroën Total WRT

### 2003 Erstes Jahr und erster Titel
In der Saison 2003 nahm die Marke – ab jetzt als das Citroën Total World Rally Team – zum ersten Mal an allen Läufen der Rallye-Weltmeisterschaft teil. Zu dieser Zeit bestanden typische Werksteams der Rallye-WM aus drei Fahrzeugen. Zusätzlich zu den erfahrenen Werksfahrern Carlos Sainz senior und Colin McRae wurde also auch ein drittes Fahrzeug für den „hausgemachten“ Sébastien Loeb gestellt. Beim ersten Einsatz des Citroën Total World Rally Team in Monte Carlo gelang gleich ein Citroën-Dreifachsieg. Loeb konnte sich vor seinen Teamkollegen McRae und Sainz den zweiten Gesamtsieg seiner Karriere sichern. Bei der Rallye Schweden erreichte kein Citroën-Pilot das Podest. Dort gewann der finnische Peugeot-Werksfahrer und amtierende Weltmeister Marcus Grönholm.
Bei der darauf folgenden Rallye Türkei holte Carlos Sainz den Sieg und wurde bei der Rallye Argentinien und auch in Griechenland und auf Korsika Zweiter. Colin McRae erreichte im Lauf der Saison als beste Ergebnisse noch vier Mal den vierten Platz und beendete die Saison auf dem siebten Gesamtrang.
Der in der Türkei, Argentinien und Griechenland ausgeschiedene Loeb erreichte auf Zypern den dritten Gesamtrang. Bei der Rallye Deutschland gewann Loeb seine zweite Rallye in dieser Saison. Mit einem zweiten Platz bei der Rallye Australien und einem weiteren Sieg bei der Rallye San Remo setzte er sich gegenüber seinen erfahreneren Teamkollegen an Siegen durch. Doch auch Sainz, der im Lauf der Saison beständig Punkte sammelte, hatte noch gute Chancen auf den Titel. Nach einem weiteren zweiten Platz Loebs bei der Rallye Katalonien reisten Sainz und Loeb punktegleich zur Rallye Großbritannien als Führende im WM-Zwischenstand an.
Bei der Herstellerwertung war es das Peugeot-Team, das im Laufe der Saison den größten Druck auf das Citroën-Team ausübte. Mit nur fünf Punkten Rückstand vor der letzten Rallye hatte es als einziges Team die Möglichkeit, Citroën den Marken-WM-Titel streitig zu machen.
In der Fahrerwertung lag nur der Subaru-Pilot Petter Solberg, mit einem Punkt Rückstand, in Schlagdistanz zu Sainz und Loeb.
Da in Großbritannien McRae bereits weit zurücklag und Sainz ausschied, erfolgte eine ausdrückliche Anweisung an den um den Sieg fahrenden Loeb. Er sollte möglichst defensiv fahren, um den Marken-WM-Titel nicht an Peugeot zu verlieren. Loeb gehorchte, ging vom Gas und beendete die Rallye demnach auf Platz zwei hinter Solberg und verpasste den WM-Titel um nur einen Punkt.
Nach dieser Stallregie fielen im Lauf der Rallye die Peugeot-Fahrer Grönholm und Rovanperä aus und Freddy Loix belegte nur den sechsten Platz. Somit gewann das Citroën Total World Rally Team seine erste Rallye-Weltmeisterschaft in der Herstellerwertung, um den Preis von Loebs WM-Titel, mit 15 Punkten Vorsprung.

#### Verlauf der Hersteller-Weltmeisterschaft 2003
| Platz | Team       | WM-Rallye | WM-Rallye | WM-Rallye | WM-Rallye | WM-Rallye | WM-Rallye | WM-Rallye | WM-Rallye | WM-Rallye | WM-Rallye | WM-Rallye | WM-Rallye | WM-Rallye | WM-Rallye | Punkte |
| Platz | Team       | MON       | SWE       | TUR       | NZL       | ARG       | GRC       | CYP       | GER       | FIN       | AUS       | ITA       | FRA       | ESP       | GBR       | Punkte |
| ----- | ---------- | --------- | --------- | --------- | --------- | --------- | --------- | --------- | --------- | --------- | --------- | --------- | --------- | --------- | --------- | ------ |
| 1     | Citroën    | 18        | 6         | 15        | 5         | 8         | 10        | 11        | 15        | 9         | 13        | 15        | 12        | 10        | 13        | 160    |
| 2     | Peugeot    | 6         | 16        | 9         | 18        | 16        | 8         | 8         | 14        | 6         | 9         | 11        | 8         | 13        | 3         | 145    |
| 3     | Subaru     | 0         | 11        | 2         | 9         | 5         | 10        | 10        | 2         | 11        | 14        | 2         | 12        | 5         | 16        | 109    |
| 4     | Ford       | 10        | 5         | 10        | 1         | 3         | 10        | 4         | 7         | 10        | 1         | 10        | 7         | 11        | 4         | 93     |
| 5     | Škoda Auto | 2         | 1         | 3         | 6         | 7         | 1         | 0         | 0         | 0         | 0         | 1         | 0         | 0         | 2         | 23     |
| 6     | Hyundai    | 3         | 0         | 0         | 0         | 0         | 0         | 3         | 1         | 3         | 2         | 0         | 0         | 0         | 0         | 12     |
| 7     | Mitsubishi | 0         | 0         | 0         | 0         | 0         | 0         | 0         | 0         | 0         | 0         | 0         | 0         | 0         | 0         | 0      |

### 2004 Zweites Jahr und zwei Weltmeistertitel

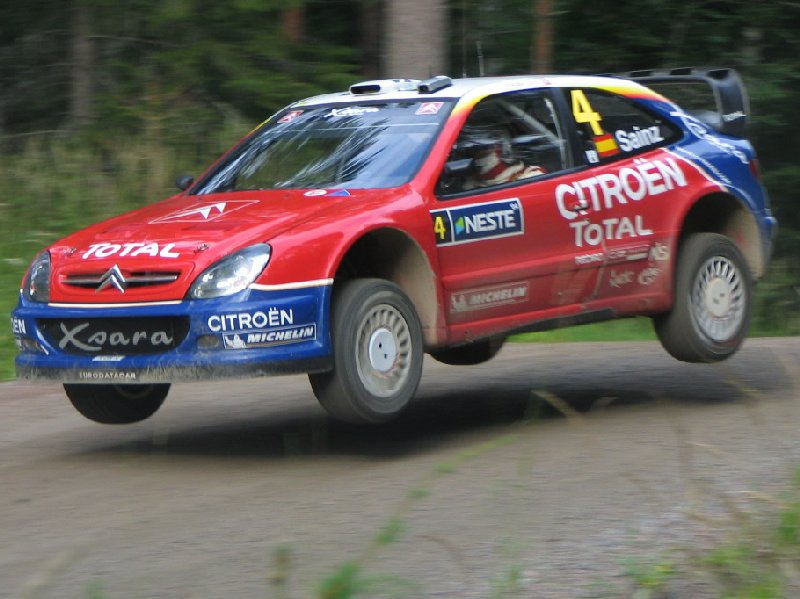
Carlos Sainz Rallye Finnland 2004

Ab der Saison 2004 wurden nur mehr zwei Fahrzeuge pro Werksteam erlaubt. Dem vergleichsweise erfolgloseren Colin McRae wurde der Vertrag für diese Saison nicht verlängert. Loeb und Sainz wurden als die beiden Werksfahrer 2004 verpflichtet.
Die ersten beiden Rallyes in Monte Carlo und der Rallye Schweden – wo Loeb als erster Nicht-Skandinavier gewann – entschied Loeb für sich. In Mexiko und in der, als vorletzter Lauf der Saison ausgetragenen, Rallye Katalonien schied er zwar aus, aber mit sechs zweiten Plätzen und zusätzlichen vier Siegen der Rallyes von Zypern, Türkei, Deutschland und Australien gewann er seinen ersten Fahrer-WM-Titel schon vorzeitig. Er war der erste Fahrer seit Didier Auriol, der sechs WM-Rallyes in einem Jahr gewinnen konnte und egalisierte damit den Rekord seines Landsmanns, der 1992 ebenfalls sechs WRC-Rallyes innerhalb einer Saison gewann.
Carlos Sainz erreichte 2004 acht Podestplätze, darunter ein Sieg bei der Rallye Argentinien. Bei der als Saisonabschluss ausgetragenen Rallye Australien ging nur mehr der Xsara WRC von Loeb an den Start. Denn das Team gewann in diesem Jahr die Hersteller-Weltmeisterschaft, mit 51 Punkten Vorsprung, überlegen und ebenfalls vorzeitig vor dem Ford-Werksteam.

#### Verlauf der Hersteller-Weltmeisterschaft 2004
| Platz | Team       | WM-Rallye | WM-Rallye | WM-Rallye | WM-Rallye | WM-Rallye | WM-Rallye | WM-Rallye | WM-Rallye | WM-Rallye | WM-Rallye | WM-Rallye | WM-Rallye | WM-Rallye | WM-Rallye | WM-Rallye | WM-Rallye | Punkte |
| Platz | Team       | MON       | SWE       | MEX       | NZL       | CYP       | GRC       | TUR       | ARG       | FIN       | GER       | JPN       | GBR       | ITA       | FRA       | ESP       | AUS       | Punkte |
| ----- | ---------- | --------- | --------- | --------- | --------- | --------- | --------- | --------- | --------- | --------- | --------- | --------- | --------- | --------- | --------- | --------- | --------- | ------ |
| 1     | Citroën    | 10        | 14        | 6         | 8         | 16        | 11        | 15        | 18        | 11        | 16        | 12        | 13        | 14        | 14        | 6         | 10        | 194    |
| 2     | Ford       | 14        | 8         | 18        | 7         | 8         | 5         | 5         | 6         | 12        | 13        | 6         | 10        | 5         | 10        | 10        | 6         | 143    |
| 3     | Subaru     | 2         | 8         | 9         | 12        | 9         | 10        | 9         | 5         | 0         | 3         | 12        | 12        | 10        | 7         | 9         | 5         | 122    |
| 4     | Peugeot    | 9         | 8         | 4         | 12        | 0         | 6         | 8         | 4         | 10        | 4         | 8         | 3         | 4         | 5         | 8         | 8         | 101    |
| 5     | Mitsubishi | 3         | 0         | 2         | 0         | 0         | 4         | 2         | 3         | 3         | 0         | 0         | 0         | 0         | 0         | 0         | 0         | 17     |
| 6     | Škoda Auto | 0         | 0         | 0         | 0         | 0         | 0         | 0         | 0         | 0         | 0         | 0         | 0         | 0         | 0         | 0         | 0         | 0      |

### 2005 Das Jahr der Rekorde

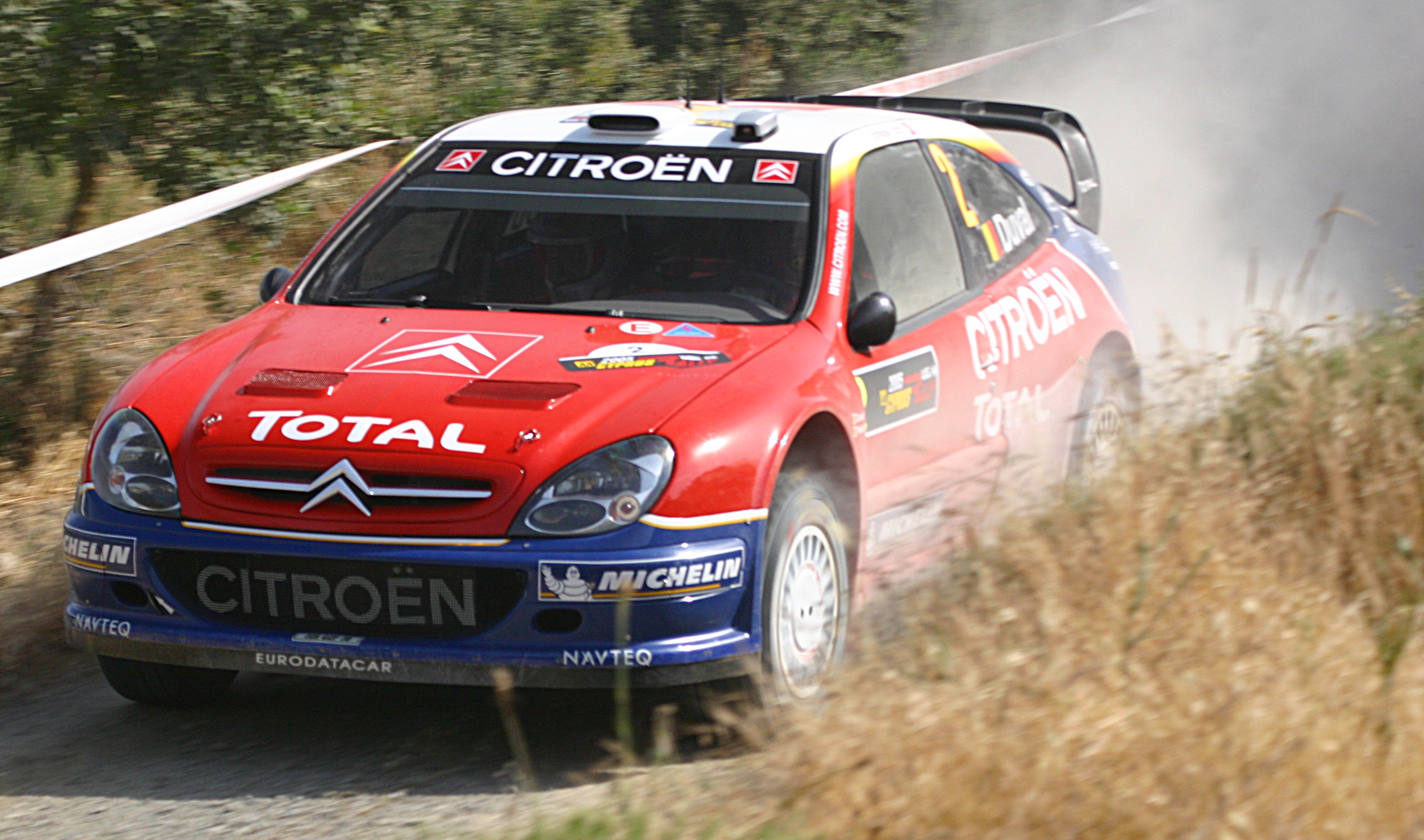
François Duval bei der Rallye Zypern 2005

Im Jahr 2005 wurde der Belgier François Duval der neue Teamkollege des amtierenden Weltmeisters Loeb. Beim Saisonauftakt in Monte Carlo gewann Loeb zum dritten Mal in Folge diese prestigeträchtige Veranstaltung, während sein neuer Teamkollege an zweiter Stelle liegend verunfallte und ausschied. Weil Duval auch bei den nächsten fünf Rallyes zwei Mal selbstverschuldet ausschied, zwei Mal die ersten Zehn nicht erreichte und nur bei der Rallye Neuseeland mit einem vierten Platz in die Punkteränge kam, erhielt er die nächsten zwei WM-Läufe Zwangsurlaub. Bei den Rallyes in der Türkei und Griechenland wurde wieder Carlos Sainz eingesetzt. Sainz erzielte einen vierten Platz in der Türkei und wurde in Griechenland Dritter. Nachdem Duval die letzten acht Rallyes wieder für Citroën gestartet war, schied er ein Mal aus und erreichte sieben Mal das Ziel in den Punkterängen. Dabei belegte er in Deutschland, Wales und Katalonien den zweiten Platz und gewann die als Saisonabschluss ausgetragene Rallye Australien. Er beendete die Saison mit 47 Punkten als Gesamtsechster und ohne Vertragsverlängerung bei Citroën.
Loeb schied, nach seinem Monte-Sieg, bei der Rallye Schweden aus und wurde in Mexiko Vierter. Ab der Rallye Neuseeland stellte er einen neuen Rekord auf, indem er sechs Rallyes in Folge gewann und einen weiteren Rekord, weil er der erste Fahrer war, der sieben Rallyes in einer Saison gewann. Bei der Rallye Korsika gelang es ihm, als erster Fahrer alle Wertungsprüfungen einer WRC-Rallye für sich zu entscheiden. In Finnland wurde er Zweiter, die Rallye Deutschland gewann er zum vierten Mal in Folge – auch ein Rekord. Bei der Rallye Großbritannien wurde er Zweiter und in Japan Dritter. Die nächsten beiden WM-Läufe gewann er wieder und stellte damit zwei weitere Rekorde auf: er war der erste Rallyefahrer, der zwölf WM-Rallyes nacheinander auf dem Podest beendete und der erste zehnfache Sieger einer WM-Saison. Mit 127 Punkten wurde Loeb vor Solberg und Grönholm (beide 71 Punkte) wieder Weltmeister. 56 WM-Punkte Vorsprung war ein weiterer von Rekorden, die hier teilweise nicht aufgezählt werden.
Mit elf Citroën-Siegen stellte auch das Team einen Rekord auf und gewann zum dritten Mal in Folge die Hersteller-Weltmeisterschaft.
Die FIA Rallye-Juniorenweltmeisterschaft 2004 gewann der 22-jährige Spanier Daniel Sordo in einem, von Citroën Racing aufgebauten und unterstützten, Citroën C2 Super 1600. Fünf Podien, davon vier Siege, bei sieben Teilnahmen, öffneten ihm die Tür für eine zukünftige Karriere als Werksfahrer bei Citroën.

#### Verlauf der Hersteller-Weltmeisterschaft 2005
| Platz | Team       | WM-Rallye | WM-Rallye | WM-Rallye | WM-Rallye | WM-Rallye | WM-Rallye | WM-Rallye | WM-Rallye | WM-Rallye | WM-Rallye | WM-Rallye | WM-Rallye | WM-Rallye | WM-Rallye | WM-Rallye | WM-Rallye | Punkte |
| Platz | Team       | MON       | SWE       | MEX       | NZL       | ITA       | CYP       | TUR       | GRC       | ARG       | FIN       | GER       | GBR       | JPN       | FRA       | ESP       | AUS       | Punkte |
| ----- | ---------- | --------- | --------- | --------- | --------- | --------- | --------- | --------- | --------- | --------- | --------- | --------- | --------- | --------- | --------- | --------- | --------- | ------ |
| 1     | Citroën    | 10        | 1         | 5         | 15        | 12        | 10        | 15        | 16        | 12        | 9         | 18        | 14        | 13        | 10        | 18        | 10        | 188    |
| 2     | Peugeot    | 9         | 8         | 14        | 12        | 11        | 8         | 10        | 7         | 11        | 16        | 11        | 0         | 11        | 2         | 5         | 0         | 135    |
| 3     | Ford       | 10        | 10        | 3         | 3         | 7         | 11        | 5         | 8         | 5         | 7         | 3         | 4         | 5         | 12        | 7         | 4         | 104    |
| 4     | Subaru     | 0         | 10        | 10        | 8         | 8         | 2         | 8         | 1         | 7         | 5         | 3         | 10        | 6         | 11        | 2         | 6         | 97     |
| 5     | Mitsubishi | 9         | 8         | 6         | 1         | 0         | 5         | 1         | 7         | 4         | 2         | 4         | 7         | 4         | 1         | 4         | 13        | 76     |
| 6     | Škoda Auto | 1         | 2         | 1         | 0         | 1         | 3         | 0         | 0         | 0         | 0         | 0         | 4         | 0         | 3         | 3         | 3         | 21     |

### 2006 Kronos Racing übernimmt die Xsara WRCs

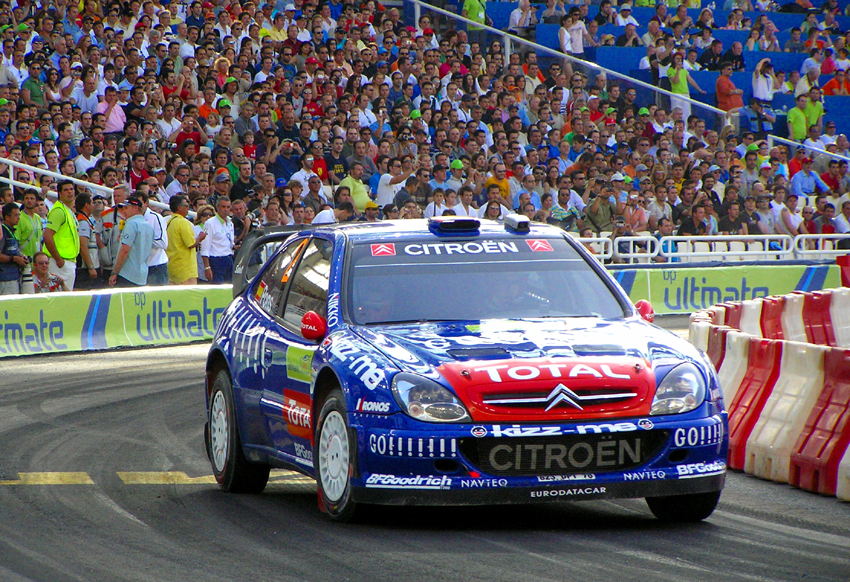
Xavier Pons bei der Rallye Griechenland 2006

Da Citroën Sport sich 2006 für ein Jahr aus der Rallye-Weltmeisterschaft zurückzog um sich voll auf die Entwicklung und Vorbereitung des Nachfolge-WRCs C4 zu konzentrieren, wählte Citroën Kronos Racing dazu aus, die Marke in dieser Saison zu repräsentieren. Das von Citroën vollumfänglich unterstützte Team betreute unter dem Namen Kronos Total Citroën WRT. drei Citroën Xsara WRC, von denen einer für den amtierenden Weltmeister Sébastien Loeb bereitgestellt wurde. Die übrigen beiden wurden von Xavier Pons und dem Junioren-Weltmeister des Vorjahres Daniel Sordo gesteuert.
Zum Saisonbeginn sah es zunächst so aus, als ob das Team in diesem Jahr einen ernsthaften Konkurrenten im Kampf um die Weltmeisterschaft bekommen würde. Loeb musste sich bei den ersten zwei Rallyes in Monte Carlo und Schweden jeweils dem Finnen Marcus Grönholm geschlagen geben. Während Grönholms Leistungen anschließend jedoch nachließen, bewies Loeb Konstanz. Im weiteren Saisonverlauf gewann er die Rallye Mexiko, die Rallye Katalonien, die Rallye Korsika, die Rallye Argentinien, die Rallye Sardinien, die Rallye Deutschland und die Rallye Japan. Mit inzwischen 27 WM-Siegen stellte er einen neuen Rekord auf und verdrängte Carlos Sainz von der Spitze der ewigen Tabelle der erfolgreichsten Rallyefahrer. Anschließend gewann Loeb auch die Rallye Zypern. Bemerkenswert ist auch, dass er bei allen zwölf gefahrenen Rallyes immer das Ziel erreichte und sich nie schlechter als auf Rang zwei platzierte.

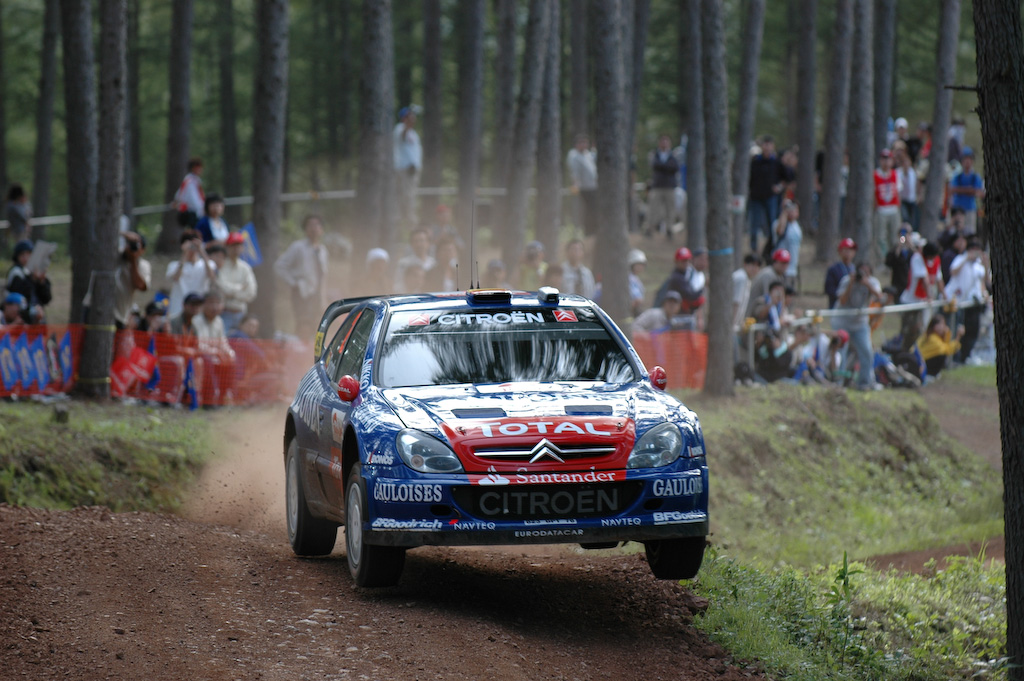
Dani Sordo im Citroën Xsara WRC Rallye Japan 2006

Im September zog Loeb sich allerdings bei einem Sturz mit dem Mountainbike einen Oberarmbruch zu und konnte deshalb zu den vier letzten WM-Läufen der Saison nicht mehr antreten. Daraufhin bestritt Loebs ehemaliger Teamkollege Colin McRae die Rallye Türkei für das Team, als er den verletzten Sébastien Loeb vertrat.
Nachdem Kronos Total Citroën bis vier Läufe vor Saisonende die Teamwertung anführte, Loeb verletzungsbedingt ausfiel und Xavier Pons und Daniel Sordo relativ erfolglos blieben, musste sich Kronos Racing in der Teamwertung schließlich Ford geschlagen geben. Dennoch gewann Sébastien Loeb dank seines großen Punktevorsprungs vor seiner Verletzungspause am Saisonende noch mit einem Punkt Vorsprung die Fahrerweltmeisterschaft. Pons wurde mit vier vierten Plätzen und 32 Punkten WM-Siebter. Sordo belegte zwei zweite Plätze in Katalonien und Deutschland, zwei dritte Plätze auf Korsika und Sardinien und wurde mit 49 Punkten Fünfter der Rallye-Weltmeisterschaft.

#### Verlauf der Hersteller-Weltmeisterschaft 2006
| Platz | Team           | WM-Rallye | WM-Rallye | WM-Rallye | WM-Rallye | WM-Rallye | WM-Rallye | WM-Rallye | WM-Rallye | WM-Rallye | WM-Rallye | WM-Rallye | WM-Rallye | WM-Rallye | WM-Rallye | WM-Rallye | WM-Rallye | Punkte |
| Platz | Team           | MON       | SWE       | MEX       | ESP       | FRA       | ARG       | ITA       | GRC       | GER       | FIN       | JPN       | CYP       | TUR       | AUS       | NZL       | GBR       | Punkte |
| ----- | -------------- | --------- | --------- | --------- | --------- | --------- | --------- | --------- | --------- | --------- | --------- | --------- | --------- | --------- | --------- | --------- | --------- | ------ |
| 1     | Ford           | 14        | 12        | 4         | 12        | 14        | 1         | 8         | 16        | 10        | 16        | 14        | 14        | 18        | 14        | 18        | 10        | 195    |
| 2     | Kronos Citroën | 11        | 13        | 10        | 10        | 15        | 10        | 16        | 11        | 18        | 8         | 10        | 10        | 3         | 6         | 9         | 6         | 166    |
| 3     | Subaru         | 5         | 3         | 12        | 11        | 7         | 13        | 7         | 5         | 0         | 2         | 9         | 5         | 4         | 11        | 3         | 9         | 106    |
| 4     | Peugeot Norway | 6         | 4         | 11        | 0         | 0         | 10        | 5         | 5         | 0         | 9         | 0         | 9         | 8         | 6         | 7         | 8         | 88     |
| 5     | Stobart Ford   | 0         | 7         | 2         | 1         | 0         | 5         | 0         | 2         | 3         | 4         | 5         | 1         | 5         | 2         | 2         | 5         | 44     |
| 6     | Red Bull Škoda | 3         | 0         | 0         | 5         | 3         | 0         | 3         | 0         | 8         | 0         | 0         | 0         | 1         | 0         | 0         | 1         | 24     |

### 2007 Neuanfang mit dem C4 World Rally Car

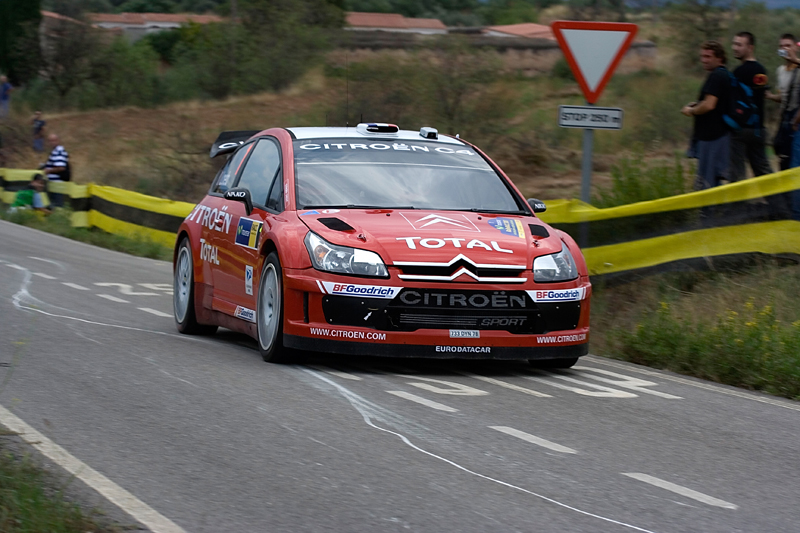
Loebs C4 WRC war auf Asphalt ab der ersten Saison unschlagbar

Das Citroën Total WRT setzte ab der Saison 2007 die WRC-Variante des Citroën C4 WRC ein. Mit Loeb und Sordo als Werksfahrer startete das Team zur ersten Rallye mit diesem Fahrzeug in Monte Carlo. Weder Loeb noch das Team erwarteten in dieser Saison einen Titel, da es immer schwer ist, ein neues Fahrzeug in die erste Rallye-Saison zu führen.
Die Erwartung, dass der Citroën – typisch – auf Asphalt schnell sein würde, bestätigte sich bei der Monte Carlo Rallye durch den Doppelsieg von Loeb und Sordo. In Schweden gelang Loeb ein zweiter Platz und Sordo wurde Zwölfter. Bei der erstmals ausgetragenen Rallye Norwegen belegte Loeb hingegen nur Platz 14 und Sordo wurde 25. Die nachfolgenden WM-Läufe in Mexiko, Portugal und Argentinien gewann Loeb. Sordo wurde dort Vierter, Dritter und Sechster. Während Sordo auf Sardinien den dritten Platz erreichte, schied Loeb dort aus. In Griechenland erreichte Loeb das Ziel als Zweiter, Sordo kam mit Platz 24 nicht in die Nähe von WM-Punkten und schied bei den nächsten zwei Rallyes aus. Loeb belegte einen zweiten Platz in Finnland und schlug mit seinem fünften Sieg in Folge bei der Rallye Deutschland seinen eigenen Rekord. Nach Platz zwei in Neuseeland und zwei Siegen auf spanischem und korsischem Asphalt erreichte er sechs Podestplätze, bevor er in Japan ausfiel. Sordo sicherte bei seiner Heimrallye den Doppelsieg und wurde Dritter auf Korsika. Bei der Rallye Japan und der erstmals ausgetragenen Rallye Irland wurde er Zweiter, dort errang er mit Loeb den dritten Doppelsieg der Saison. Mit einem fünften Rang in Großbritannien wurde Sordo mit 65 WM-Punkten WM-Vierter. Loeb reichte dort ein dritter Platz, um seinen vierten Weltmeistertitel in Folge zu sichern. In diesem Jahr betrug sein Vorsprung auf Grönholm in der Endabrechnung nur vier Punkte.
In der Hersteller-Weltmeisterschaft musste sich das Citroën Total Team in diesem Jahr, mit 183 zu 212 WM-Punkten, dem Ford-Werksteam geschlagen geben. Loeb konnte sich jedoch ab der Rallye Portugal als der erfolgreichste Rallyefahrer aller Zeiten bezeichnen. Mit 31 Siegen war er, nachdem Marcus Grönholm ihm diese Ehre zwischenzeitlich streitig gemacht hatte, an die Spitze der „Ewigen-Besten-Liste“ der Rallyefahrer gerückt. Nachdem Loeb vier Fahrer-Weltmeistertitel in Folge erreicht hatte, egalisierte er auch den Rekord von Tommi Mäkinen aus der Saison 1999.

#### Verlauf der Hersteller-Weltmeisterschaft 2007
| Platz | Team                           | WM-Rallye | WM-Rallye | WM-Rallye | WM-Rallye | WM-Rallye | WM-Rallye | WM-Rallye | WM-Rallye | WM-Rallye | WM-Rallye | WM-Rallye | WM-Rallye | WM-Rallye | WM-Rallye | WM-Rallye | WM-Rallye | Punkte |
| Platz | Team                           | MON       | SWE       | NOR       | MEX       | POR       | ARG       | ITA       | GRC       | FIN       | GER       | NZL       | ESP       | FRA       | JPN       | IRL       | GBR       | Punkte |
| ----- | ------------------------------ | --------- | --------- | --------- | --------- | --------- | --------- | --------- | --------- | --------- | --------- | --------- | --------- | --------- | --------- | --------- | --------- | ------ |
| 1     | BP Ford World Rally Team       | 10        | 16        | 18        | 14        | 9         | 14        | 18        | 15        | 18        | 11        | 16        | 11        | 9         | 10        | 5         | 18        | 212    |
| 2     | Citroën Total World Rally Team | 18        | 9         | 1         | 15        | 16        | 13        | 6         | 8         | 6         | 10        | 11        | 18        | 16        | 8         | 18        | 10        | 183    |
| 3     | Subaru World Rally Team        | 8         | 2         | 5         | 4         | 8         | 2         | 5         | 9         | 5         | 5         | 7         | 4         | 7         | 2         | 6         | 8         | 87     |
| 4     | Stobart VK M-Sport Ford        | 1         | 5         | 10        | 3         | 2         | 9         | 7         | 4         | 4         | 5         | 5         | 2         | 7         | 7         | 9         | 1         | 81     |
| 5     | OMV Kronos                     | 2         | 7         | 5         | 3         | 4         | 1         | 3         | 2         | 0         | 8         | 0         | 4         | 0         | 4         | 0         | 2         | 45     |
| 6     | Munchi’s Ford World Rally Team | -         | 0         | -         | 0         | -         | 0         | 0         | 1         | 5         | -         | 0         | 0         | -         | 8         | -         | 0         | 14     |

### 2008 Loeb jagt im C4 seine eigenen Rekorde

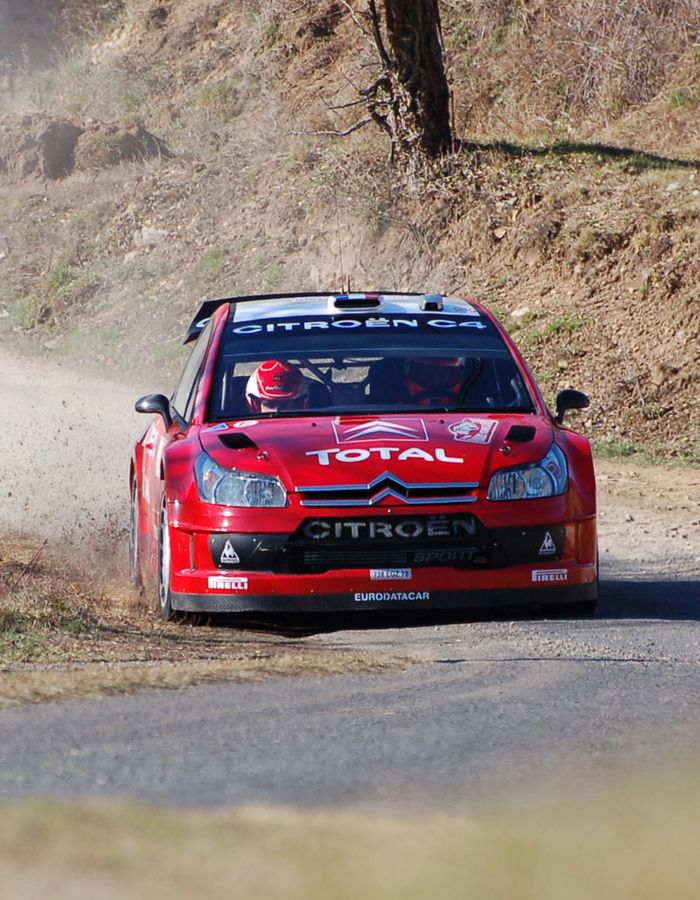
Ab 2008 verhielt sich der C4 auf allen Untergründen sehr entgegenkommend

Ab 2008 wurde Pirelli der alleinige WRC-Reifenausrüster. Gleichzeitig wurde ab dieser Saison Mousse so wie alle anderen Run-Flat-Systeme, welche bei Reifenschäden eine nahezu uneingeschränkte Weiterfahrt im Renntempo ermöglichten, verboten. Dies nahm auf die Ergebnisse und den individuellen Fahrstil der einzelnen Rallyefahrer großen Einfluss.
Nachdem beim Citroën C4 WRC kleinere Kinderkrankheiten abgestellt wurden und im Laufe der vorangegangenen Saison, vor allem beim Schotter-Setup wertvolle Erfahrungen gesammelt wurden, ging man mit einem wesentlich konkurrenzfähigeren Fahrzeug an den Start der 15 WM-Läufe 2008.
Werksfahrer für diese Saison waren wieder Sébastien Loeb und Dani Sordo. Sordo etablierte sich in dieser Saison, mit zwei dritten Plätzen in Argentinien und Großbritannien und zwei zweiten Plätzen in Jordanien und Neuseeland, auch als podestfähiger Schotterfahrer. Bei Asphalt-Rallyes erreichte er 2008 zwei Mal den zweiten Rang und beendete seine zweite Saison beim Citroën Total World Rallye Team als der „Nr.-2-Fahrer“ mit den meisten Punkten auf dem dritten Gesamtrang der Fahrer-Weltmeisterschaft.
Loeb schockierte – kurz gesagt – die Konkurrenz der übergebliebenen Ford-, Subaru- und Suzuki-Werksteams mit dreizehn Podestplätzen – davon elf Siegen – bei fünfzehn Rennen. Dies stellte einen neuen Rekord dar, so wie sein fünfter Sieg bei der Rallye Monte Carlo, sein siebter Sieg in Folge bei der Rallye Deutschland, sein fünfter Weltmeistertitel in Folge und viele mehr. Loeb gewann die Rallye-Weltmeisterschaft 2008 mit 19 Punkten Vorsprung auf Mikko Hirvonen.

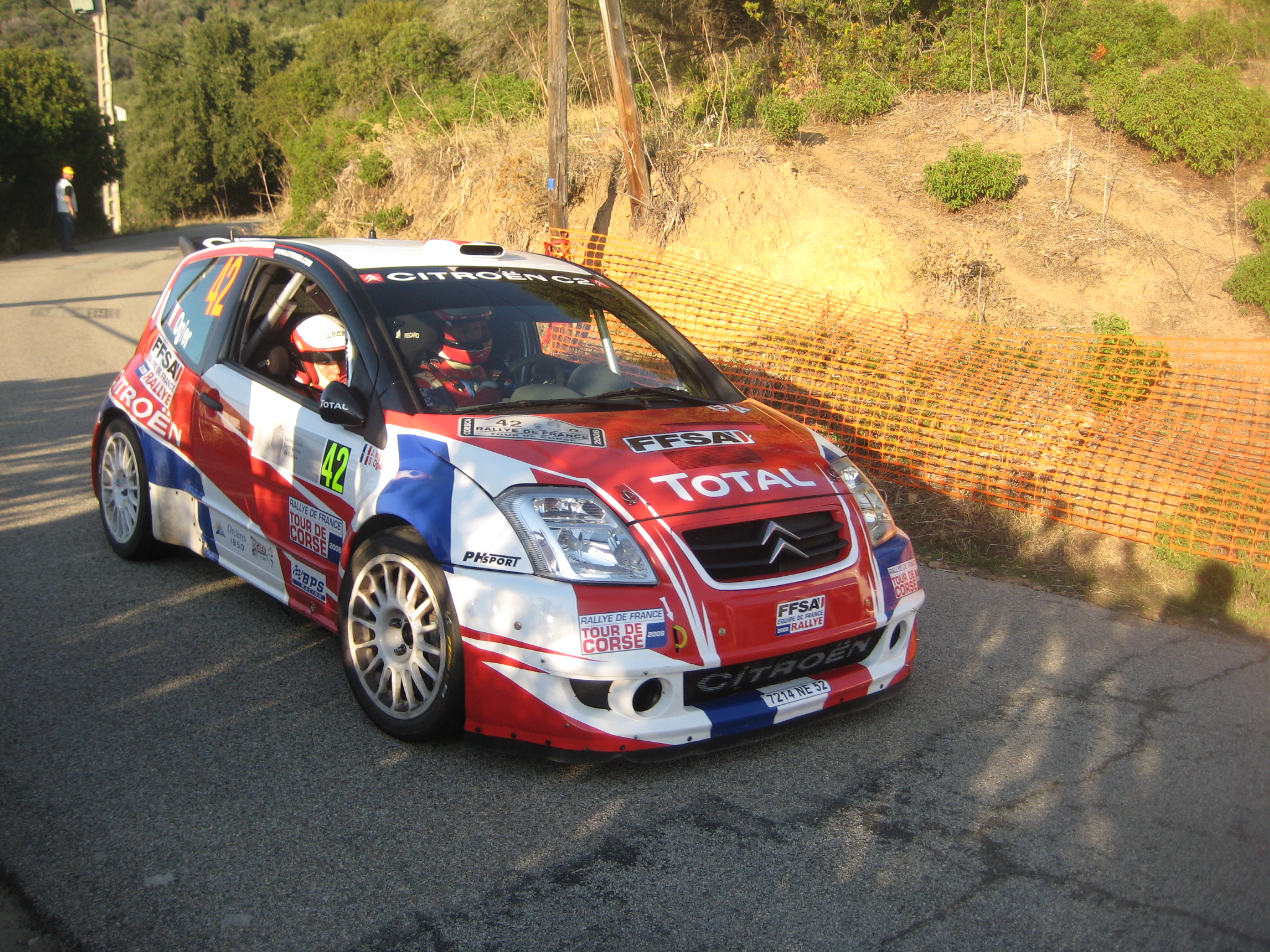
Sébastien Ogier im C2 S1600 bei der Korsika-Rallye 2008

Das Citroën Total World Rally Team gewann mit zwei eingesetzten Fahrern die Hersteller-Weltmeisterschaft in diesem Jahr mit 18 Punkten Vorsprung gegen das BP Ford World Rally Team, obwohl BP Ford zwei bis drei Fahrer pro Rallye einsetzte und jeweils die zwei bestplatzierten in die Hersteller-Wertung aufgenommen wurden.
Der französische Nachwuchsfahrer Sébastien Ogier folgte in dieser Saison einem Karriereweg der dessen seines Vorbilds Loeb sehr ähnlich war. Wie schon Loeb neun Jahre zuvor, gewann er 2008 in einem – von Citroën Racing bereitgestellten und unterstützten und der Équipe de France FFSA eingesetzten – Citroën der Super 1600-Klasse die Rallye-Juniorenweltmeisterschaft. Gleich bei seinem ersten Einsatz in der JWRC, in Mexiko, erreichte er mit seinem Klassensieg, als erster Klasse-A6-Fahrer überhaupt, den achten Gesamtrang und somit seine erste Platzierung in den WM-Punkte-Rängen. Nach seinen Klassensiegen in Jordanien und Deutschland hatte er einen beträchtlichen Vorsprung auf seine Rivalen herausgefahren. Bei der Rallye Katalonien schied er zwar, auf der letzten Wertungsprüfung der zweiten Etappe, in Führung liegend aus. Grund war ein technischer Defekt. Trotzdem reichte es ihm, mit einem zweiten Platz auf Korsika, die Meisterschaft zu gewinnen. Nach seinem Titel in der JWRC erhielt er die Möglichkeit, mit einem C4 WRC an der Rallye Großbritannien teilzunehmen. Gleich bei seiner ersten Wertungsprüfung (WP) in einem World Rallye Car übernahm er die Führung. Auf WP6 musste er diese aber, aufgrund von Getriebeproblemen, abgeben und verlor zusätzlich Zeit, bis er die Rallye auf dem 26. Gesamtrang beendete. Einen Platz, für das nächste Jahr im C4 WRC, hatte er sich, in dieser Saison, dennoch erstritten.

#### Verlauf der Hersteller-Weltmeisterschaft 2008
| Platz | Team                            | WM-Rallye | WM-Rallye | WM-Rallye | WM-Rallye | WM-Rallye | WM-Rallye | WM-Rallye | WM-Rallye | WM-Rallye | WM-Rallye | WM-Rallye | WM-Rallye | WM-Rallye | WM-Rallye | WM-Rallye | Punkte |
| Platz | Team                            | MON       | SWE       | MEX       | ARG       | JOR       | ITA       | GRC       | TUR       | FIN       | GER       | NZL       | ESP       | FRA       | JPN       | GBR       | Punkte |
| ----- | ------------------------------- | --------- | --------- | --------- | --------- | --------- | --------- | --------- | --------- | --------- | --------- | --------- | --------- | --------- | --------- | --------- | ------ |
| 1     | Citroën Total World Rally Team  | 11        | 4         | 10        | 16        | 9         | 14        | 15        | 11        | 15        | 18        | 18        | 18        | 10        | 6         | 16        | 191    |
| 2     | BP Ford World Rally Team        | 8         | 18        | 11        | 7         | 13        | 14        | 10        | 18        | 9         | 7         | 6         | 11        | 14        | 18        | 9         | 173    |
| 3     | Subaru World Rally Team         | 10        | 6         | 9         | 8         | 6         | 3         | 8         | 3         | 9         | 7         | 5         | 6         | 7         | 6         | 5         | 98     |
| 4     | Stobart M-Sport Ford Rally Team | 8         | 8         | 3         | 3         | 7         | 5         | 3         | 4         | 4         | 6         | 0         | 4         | 7         | 2         | 3         | 67     |
| 5     | Suzuki World Rally Team         | 2         | 3         | 0         | 1         | 0         | 1         | 3         | 0         | 2         | 1         | 7         | 0         | 1         | 7         | 6         | 34     |
| 6     | Munchi’s Ford World Rally Team  | 0         | 0         | 6         | 4         | 4         | 2         | 0         | 3         | 0         | 0         | 3         | 0         | 0         | 0         | 0         | 22     |

### 2009 Zwei weitere WM-Titel und das Junior-Team

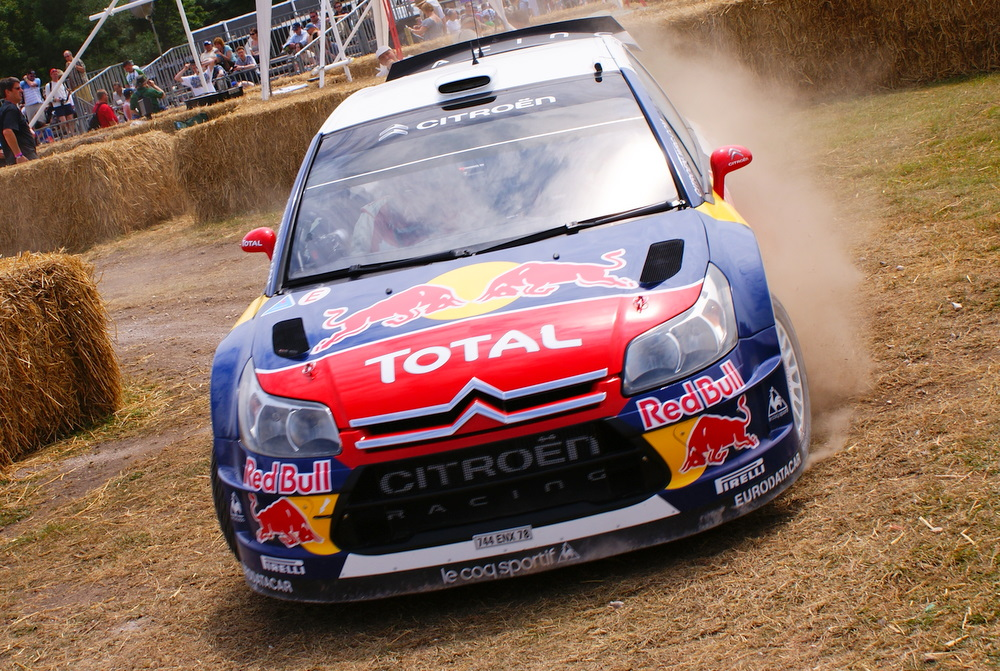
Red Bull wurde ein Hauptsponsor des Citroën-Engagements in der Rallye-WM

Sordo und Loeb wurden im Jahr 2009 wieder das Werksgespann, welches die nur mehr zwölf WM-Rallyes bestritt. Loeb gewann die ersten fünf Veranstaltungen der Saison, während Sordo mit seinen zweiten Plätzen in Irland und Argentinien die Doppelsiege sicherte, bei der Rallye Portugal belegte Sordo den dritten Rang. Anschließend kamen Loeb und Sordo bei den Rallyes in Polen, Finnland und Australien nicht über Rang zwei hinaus, bevor es zum nächsten Doppelsieg bei der Rallye Katalonien reichte. Bei der als Saisonabschluss veranstalteten Rallye in Wales gewann Loeb und Sordo wurde Dritter.
Loeb und das Citroën Team sicherten sich die jeweils nächsten Weltmeisterschaftstitel und Sordo wurde wieder, als beständiger Punktesammler ohne Sieg, bester „zweiter Fahrer“ dieser Saison und Dritter der Weltmeisterschaft.

#### Gründung des Citroën-Junior-Teams
In dieser Saison waren nur noch zwei Werksmannschaften am Start. Als einzige Hersteller, welche World Rally Cars einsetzten, blieben nur mehr Citroën und Ford. Von den ehemaligen Rivalen um den Rallye-Weltmeistertitel schieden seit 2003 Hyundai, Mitsubishi, Peugeot, Škoda und nun auch Suzuki und Subaru aus.
Schon seit mehreren Jahren waren diese Automobilhersteller mit den Leistungen ihrer eigenen World Rally Teams unzufrieden. Hinter den Kulissen wurde, von verschiedenen Seiten, Druck auf die FIA ausgeübt, Änderungen am Reglement und dem Modus der Rallye-WM einzuführen. Diesem wurde von der FIA auch teilweise nachgegeben. So wurde ab der Rallye-Weltmeisterschaft 2008 eingeführt, dass immer der WM-Führende als Erster auf den, meist mit losem Untergrund oder Neuschnee verunreinigten, Strecken starten muss und der jeweilige Rallyeführende diese Position dann ab dem nächsten Tagen und den nächsten Wertungsprüfungen übernimmt. Diese Regularie wurde in der Fachpresse als „Anti-Loeb-Regel“ bekannt.
Das oben erwähnte, ab 2007 eingeführte, Verbot der Run-Flat-Systeme bei den Reifen diente hauptsächlich dazu „Zufalls-Sieger“ zu generieren.
Zudem wurden die Asphalt-Rallyes – auf denen Loeb seit 2004 ungeschlagen war und welche häufig zu Citroën-Doppelsiegen führten – immer weiter reduziert. Beispielsweise wurde der, als Publikumsmagnet geltende, italienische Lauf der Meisterschaft von „der Asphalt-Rallye“-San Remo schon 2004 auf die Schotterwege der schwerer zu erreichenden Insel-Veranstaltung-Sardinien verlegt und andere Asphalt-Rallyes wurden aus dem Kalender gestrichen. In der Saison 2009 waren nur mehr drei Rallyes, welche auf Asphalt ausgetragen wurden, als WM-Veranstaltungen ausgeschrieben. Die Anzahl der Rallye-Läufe sank zudem von sechzehn, in den vier Jahren von 2004 bis 2007, auf zwölf im Jahr 2009, um den Teams Kosten zu sparen.
Die FIA reagierte häufig einen Schritt zu langsam, so verlor sie Hersteller um Hersteller. Letztendlich zogen sich auch Subaru und Suzuki, unter dem Verweis auf die Weltwirtschaftskrise 2008 zurück. Um die Herstellerwertung nicht zu einer Zwei-Mannschafts-Meisterschaft zu machen, wurden bereits in den letzten Jahren werksunterstützte „Satelliten-Teams“ gegründet, wie beispielhaft OMV Kronos oder Stobart Ford. Diese Semi-Werksmannschaften gaben entweder hoffnungsvollen Nachwuchspiloten oder finanzstarken Paydrivern die Möglichkeit, in der Rallye-Weltmeisterschaft mit einem World Rally Car an den Start zu gehen.
So wurde auch von Citroën Racing ab dieser Saison das Citroën Junior Team gegründet. Dieses stellte dem jungen französischen Nachwuchsfahrer Sébastien Ogier und dem ehemaligen Citroën-Privatier Conrad Rautenbach aus Simbabwe einen C4 WRC für alle Läufe dieses Jahres zur Verfügung. Bei acht WM-Läufen startete der Russe Jewgeni Nowikow und bei je einem Lauf der Deutsche Aaron Burkart, der Australier Chris Atkinson und – der ehemalige Erzrivale von Loeb – Petter Solberg für das Junior Team.
Als der auffällig erfolgreichste Junior-Fahrer stellte sich Ogier heraus. Bei Teilnahmen an zwölf Rallyes schied er zwar bei vier Läufen aus, erreichte aber sechs Mal die Punkteränge. Sein bestes Ergebnis war ein zweiter Gesamtrang bei der Rallye Griechenland. Auch seine 13 Wertungsprüfungs-Bestzeiten deuteten auf eine erfolgreiche Zukunft im Rallyesport hin. Zudem hatte Ogier bei seinem ersten Gastauftritt bei der Intercontinental Rally Challenge (IRC) aufhorchen lassen. Er hatte die, in dieser Saison das erste Mal zur IRC gehörende, Rallye Monte Carlo in einem Peugeot 207 S2000 gewonnen.
Die Leistungen seiner Teamkollegen waren dagegen eher durchschnittlich, daher beendete das Junior Team seine erste Saison in der Hersteller-Meisterschaft mit 47 Punkten auf dem vierten Platz.

#### Verlauf der Hersteller-Weltmeisterschaft 2009
| Platz | Team                            | Rallye | Rallye | Rallye | Rallye | Rallye | Rallye | Rallye | Rallye | Rallye | Rallye | Rallye | Rallye | Punkte |
| Platz | Team                            | IRL    | NOR    | CYP    | POR    | ARG    | ITA    | GRC    | POL    | FIN    | AUS    | ESP    | GBR    | Punkte |
| ----- | ------------------------------- | ------ | ------ | ------ | ------ | ------ | ------ | ------ | ------ | ------ | ------ | ------ | ------ | ------ |
| 1     | Citroën Total World Rally Team  | 18     | 14     | 16     | 16     | 18     | 8      | 4      | 12     | 13     | 14     | 18     | 16     | 167    |
| 2     | BP Ford World Rally Team        | 8      | 14     | 10     | 8      | 3      | 18     | 18     | 10     | 16     | 15     | 10     | 10     | 140    |
| 3     | Stobart M-Sport Ford Rally Team | 8      | 8      | 6      | 5      | 10     | 7      | 5      | 11     | 4      | 5      | 4      | 7      | 80     |
| 4     | Citroën Junior Team             | 5      | 2      | 4      | 0      | 2      | 5      | 6      | 5      | 4      | 4      | 5      | 5      | 47     |
| 5     | Munchi’s Ford World Rally Team  | 0      | 0      | 3      | 4      | 5      | 0      | 6      | 0      | 2      | 1      | 2      | 0      | 23     |

### 2010 Erfolge und Veränderungen bei Citroën
Ab der Saison 2010 wurde in der Rallye-Weltmeisterschaft ein neues Punktesystem eingeführt.
| Gültig   | 1. | 2. | 3. | 4. | 5. | 6. | 7. | 8. | 9. | 10. |
| -------- | -- | -- | -- | -- | -- | -- | -- | -- | -- | --- |
| bis 2009 | 10 | 8  | 6  | 5  | 4  | 3  | 2  | 1  | 0  | 0   |
| ab 2010  | 25 | 18 | 15 | 12 | 10 | 8  | 6  | 4  | 2  | 1   |

So wurde es, bei den 13 WM-Läufen 2010, mehr Fahrern und Teams ermöglicht, WM-Punkte zu sammeln.

#### Loeb gewinnt seinen siebten Weltmeistertitel

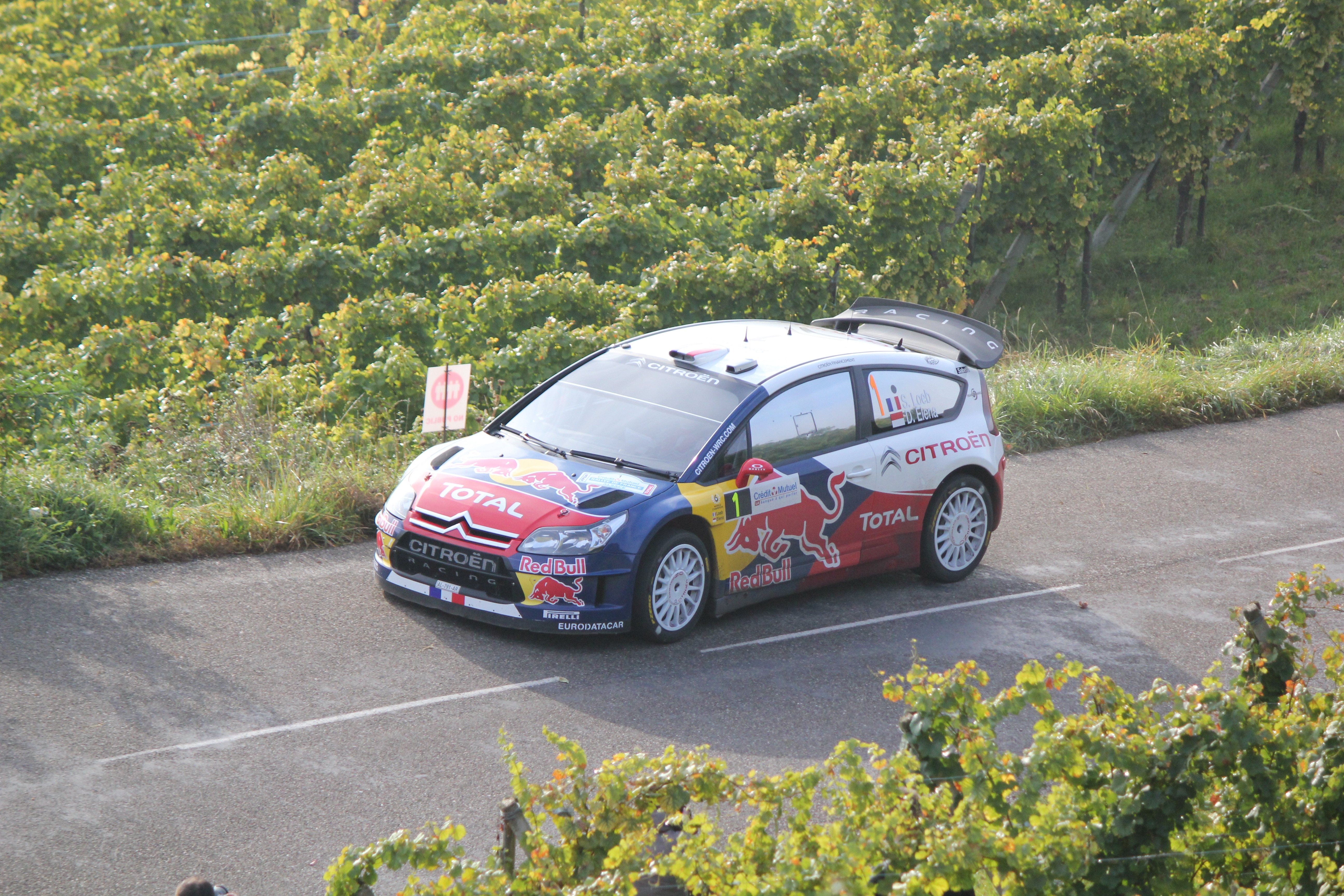
Loeb auf dem Weg zu seinem 7. WM-Titel in Frankreich 2010

Bei der Rallye Schweden zum Saisonbeginn 2010 erreichte Loeb zunächst den zweiten Platz. Anschließend folgten Siege bei den Schotter-Rallyes in Mexiko, Jordanien und der Türkei. Dadurch hatte Loeb sich in der Fahrerwertung wieder deutlich von seinen Konkurrenten abgesetzt. Im weiteren Saisonverlauf konnte niemand mehr Loeb ernsthaft unter Druck setzen. Er musste sich allerdings beim Citroën-Dreifachsieg der Rallye Portugal, wo er Zweiter wurde, erstmals seit 2005 einem Markenkollegen geschlagen geben. Nachdem Loeb, beim ersten Markenvierfachsieg seit der Safari Rallye bei der Rallye-Weltmeisterschaft 1993, die Rallye Bulgarien gewonnen hatte, siegte er auch wieder bei der Rallye Deutschland. Nun hatte er den deutschen WRC-Lauf seit seiner ersten Austragung 2002 nicht nur acht Mal in Folge ununterbrochen gewonnen, sondern war auch der erste Fahrer überhaupt, der acht Mal eine bestimmte WRC-Rallye für sich entscheiden konnte. Nebenbei war es der 32. Sieg für den Citroën C4 WRC, gleich viele Rallyes hatte das Vorgängermodell Xsara WRC auch gewonnen. Im Oktober siegte er bei seiner Heimrallye, der Rallye Frankreich im Elsass, und sicherte sich dort, bei der in seiner Geburtsstadt Haguenau ausgetragenen letzten Wertungsprüfung, vorzeitig seinen siebten Weltmeistertitel. Auch die letzten zwei Rallyes in Katalonien und Großbritannien beendete er siegreich. Insgesamt sah Loeb 2010 bei allen 13 WRC-Rallyes das Ziel und platzierte sich 12 Mal auf dem Podium.

#### Sordos Position als Citroën-Werksfahrer wackelt

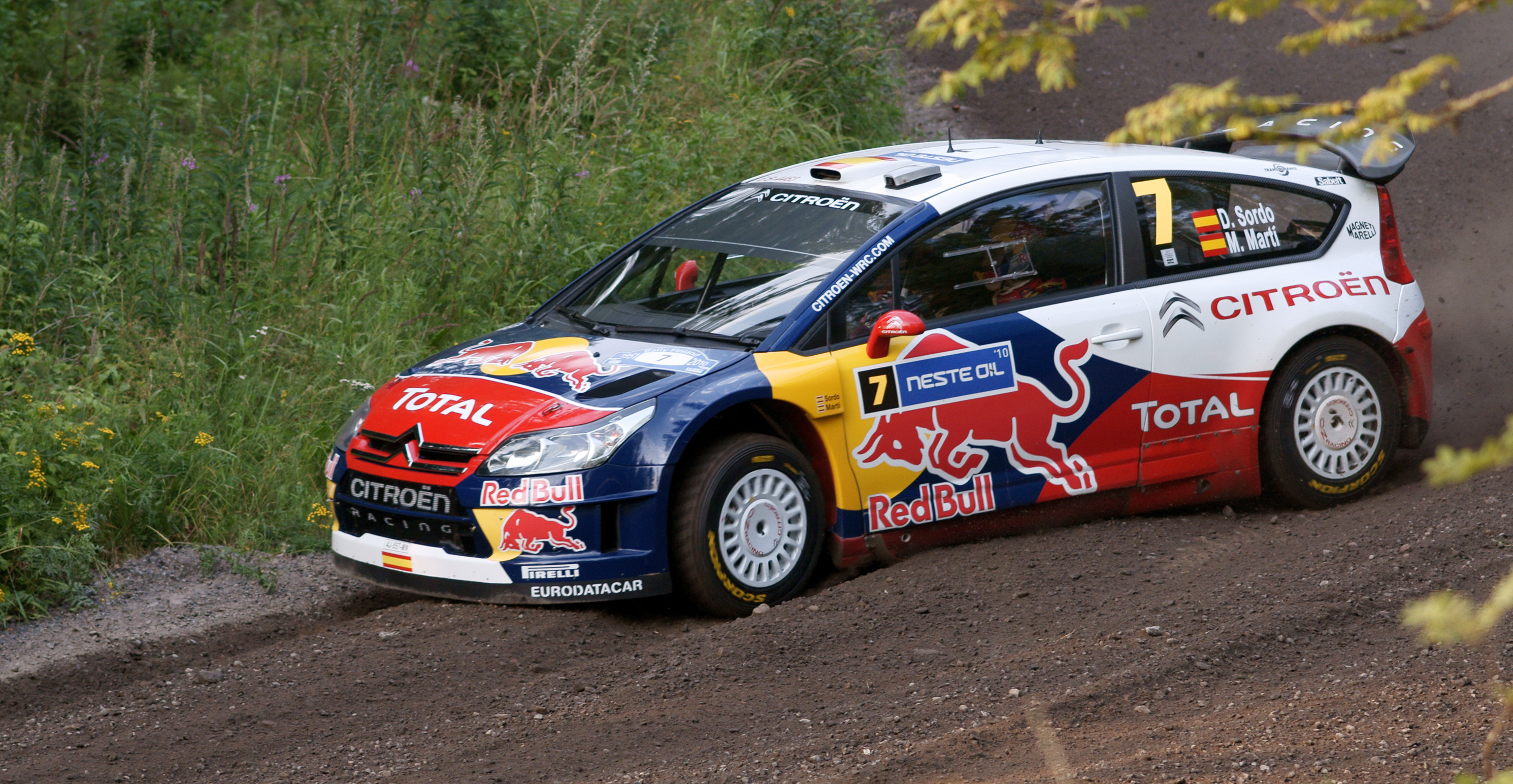
Dani Sordo im Junior Team C4 bei der Rallye Finnland 2010

Die Citroën-Dominanz, welche allgemein auf die überragenden Leistungen von „Super Séb“ zurückgeführt wurde, stand ab dieser Saison in einem anderen Licht. Dem jungen Landsmann und Namensvetter Loebs, Sébastien Ogier, war es im Vorjahreswagen des Junior Teams gelungen, sich bei der Rallye Mexiko vor Sordo als Dritter zu platzieren. Mit seinem zweiten Platz in Neuseeland und seinem Sieg bei der Rallye Portugal erreichte er das Ziel sogar unmittelbar vor Loeb. Sordo war es in seiner Karriere noch nie gelungen, eine Rallye zu gewinnen. Ogier lag nach seinem Sieg in Portugal mit 88 Punkten an zweiter Stelle der Fahrer-WM. Sordo hatte nach dieser Rallye 49 Punkte und war WM-Sechster. Citroën beschloss, für die letzten drei Schotter-Rallyes 2010 Ogier in das Werksteam zu holen und Sordo im Juniorteam einzusetzen.

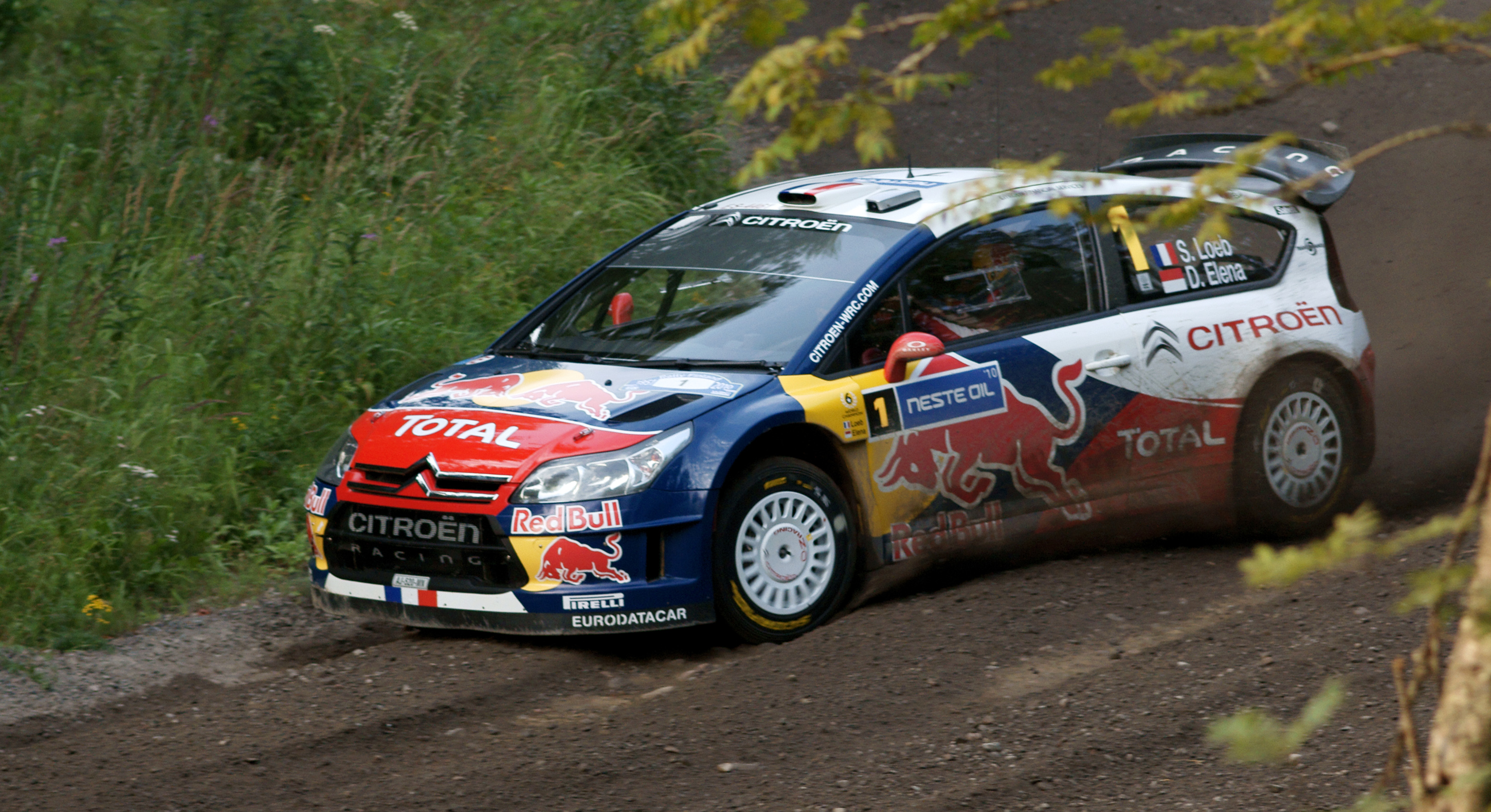
Ogier bei seiner ersten Rallye mit der Startnummer 2 in Finnland 2010

Bei den drei Asphalt-Rallyes und seiner auf gemischtem Untergrund ausgetragenen Heimatrallye wurde Sordo nach wie vor als Werksfahrer eingesetzt. Er belegte – wie von ihm gewohnt – zweite Plätze in Bulgarien, Deutschland und Frankreich. In Spanien wurde er Dritter. Bei den drei Schotter-Rallyes im Juniorteam wurde er in Japan Vierter und belegte den fünften Platz in Finnland und Großbritannien.
Der auf Asphalt und gemischtem Straßenbelag im Juniorteam startende Ogier wurde Vierter in Bulgarien, Dritter in Deutschland, Sechster in Frankreich und Zehnter in Spanien. Auf den drei Schotter-Rallyes im Werksteam wurde er, wieder zwei Mal vor Loeb, Zweiter in Finnland und gewann mit der Rallye Japan die zweite WM-Rallye seiner Karriere. Immer noch an zweiter Stelle der WM-Wertung liegend, startete er bei der letzten Rallye der Saison in Großbritannien. Dort schied er aus und rutschte in der WM-Tabelle, direkt vor Sordo, auf den vierten Rang.

#### Das Jahr der vielen Mehrfachsiege für Citroën

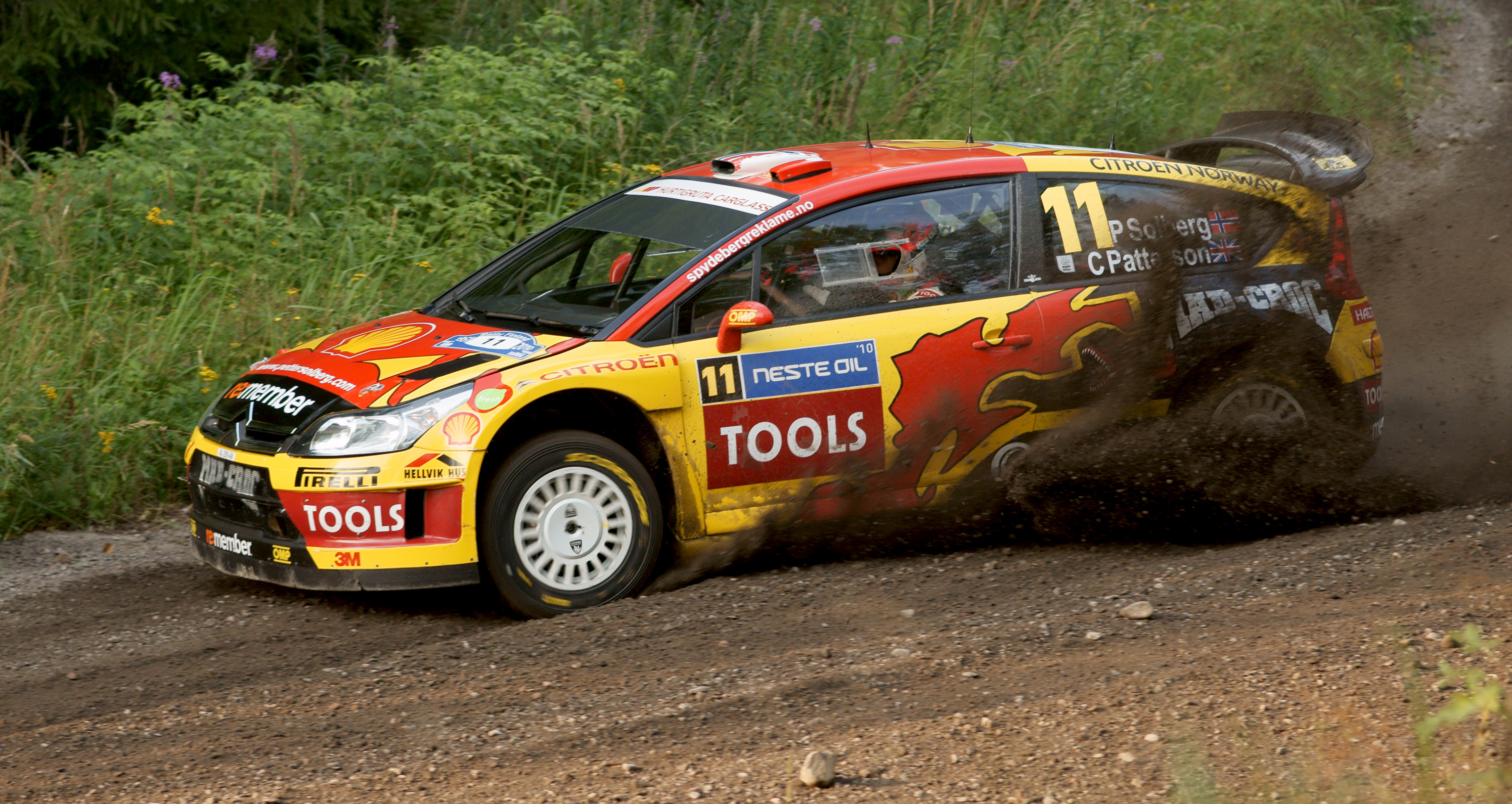
Petter Solberg im Citroën C4 WRC bei der Rallye Finnland 2010

Zur Saison 2010 erhielt das private Petter Solberg World Rally Team von Citroën Racing zwei Citroën C4 WRC in 2009er-Spezifikation. Petter Solberg wollte nun wieder um Spitzenplätze in der Meisterschaft mitfahren, was ihm trotz seines geringen Budgets auch gelang. Er erreichte Platz zwei bei der Rallye Mexiko und damit sein bestes Ergebnis seit 2008. Auch bei der Rallye Jordanien konnte er als Dritter und bei der Rallye Türkei als Zweiter das Tempo der Spitze mitgehen. In Bulgarien erreichte Solberg den dritten Platz. Zum Ende der Saison fuhr Solberg noch vier Mal in Folge auf das Podium. Zunächst erreichte er nur knapp geschlagen Platz zwei in Japan. Daraufhin wurde er Dritter in Frankreich, bevor er die letzten beiden Rallyes in Katalonien und Wales jeweils als Zweiter beendete. Insgesamt schaffte Solberg es bei 8 von 13 Rallyes auf das Podium, ein erhoffter Sieg blieb ihm allerdings verwehrt. Er erreichte Rang drei in der Meisterschaft und damit seine beste Platzierung seit 2005.
Mit der neu gewonnenen Konkurrenzfähigkeit Solbergs und den Citroën-Piloten Loeb, Ogier und Sordo gelangen 2010, neben drei Doppelsiegen, fünf Citroën-Dreifachsiege in Mexiko, Portugal, Deutschland, Frankreich, und Spanien. Zusätzlich wurde der oben erwähnte Vierfachsieg in Bulgarien erreicht. Das Citroën World Rally Team beendete die Saison, 119 Punkte vor dem BP Ford World Rally Team, mit dem sechsten Hersteller-WM-Titel. Das Citroën Junior Team wurde Dritter der Hersteller-Wertung.

#### Der ehemalige Formel-1-Weltmeister im C4 WRC

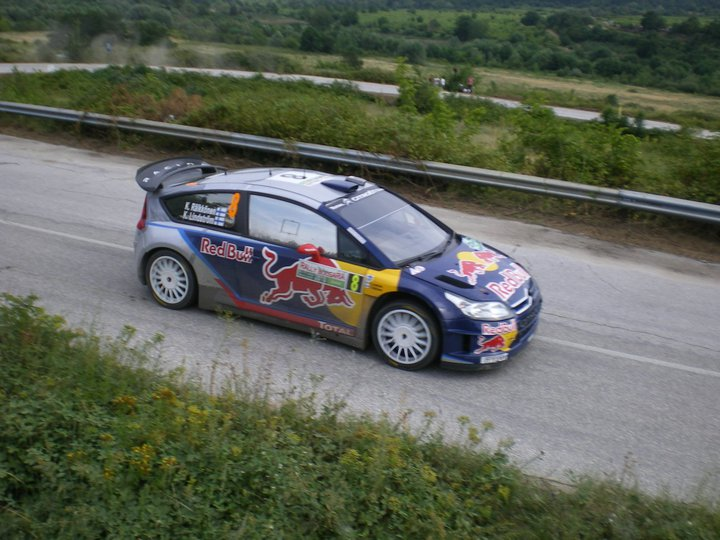
Kimi Räikkönen fand 2010 einen Platz im Citroën Junior Team

Nachdem Kimi Räikkönen bereits 2009 bei der Rallye Finnland als Gaststarter mit einem Fiat Grande Punto S2000 sein Debüt in der Rallye-Weltmeisterschaft gegeben hatte, erhielt er als der „wohl bekannteste Nachwuchsfahrer dieser Saison“ einen Platz im Junior Team. Er startete mit seinem Kopiloten Kaj Lindström nun regelmäßig in der Rallye-Weltmeisterschaft. In seiner ersten kompletten Saison pilotierte er den Citroën C4 WRC des Citroën-Juniorteams mit verschiedenem Erfolg und Engagement. Bei der ersten Veranstaltung in Schweden belegte er den 29. Platz. In Mexiko erreichte er das Ziel nicht. In Jordanien belegte er als Achter erstmals Punkteränge. Sein bestes Saison-Ergebnis war ein fünfter Platz bei der Rallye Türkei. In Neuseeland ging er nicht an den Start und in Portugal wurde er Zehnter. Die nächsten beiden WM-Läufe gelang ihm die Top-10 nicht. Bei der Rallye Deutschland gewann er erstmals eine Wertungsprüfung und wurde Siebter im Endklassement. In Japan und Frankreich fiel er aus und in Spanien ging er, trotz Nennung, nicht an den Start. Beim WM-Abschluss in Wales wurde er Achter. Insgesamt absolvierte er 2010 elf Rallyes und fuhr dabei fünf Mal in die Punkteränge. Am Ende der Saison belegte er, für Citroën sehr publikumswirksam, mit 25 Punkten den zehnten Platz in der Fahrerwertung.

#### Verlauf der Hersteller-Weltmeisterschaft 2010
| Platz | Team                            | SWE | MEX | JOR | TUR | NZL | POR | BUL | FIN | GER | JPN | FRA | ESP | GBR | Punkte |
| ----- | ------------------------------- | --- | --- | --- | --- | --- | --- | --- | --- | --- | --- | --- | --- | --- | ------ |
| 1     | Citroën Total World Rally Team  | 30  | 31  | 40  | 25  | 30  | 33  | 43  | 33  | 43  | 37  | 43  | 43  | 25  | 456    |
| 2     | BP Ford World Rally Team        | 40  | 27  | 20  | 24  | 40  | 12  | 22  | 25  | 12  | 28  | 27  | 27  | 33  | 337    |
| 3     | Citroën Junior Team             | 14  | 18  | 16  | 27  |     | 31  | 19  | 20  | 23  | 15  | 10  | 6   | 18  | 217    |
| 4     | Stobart M-Sport Ford Rally Team | 14  | 14  | 16  | 12  | 18  | 10  | 14  | 10  | 10  | 12  | 10  | 18  | 18  | 176    |
| 5     | Munchi’s Ford World Rally Team  |     | 8   | 8   | 10  | 6   | 8   |     |     |     | 6   | 8   | 4   |     | 58     |
| Platz | Team                            | SWE | MEX | JOR | TUR | NZL | POR | BUL | FIN | GER | JPN | FRA | ESP | GBR | Punkte |

### 2011 Loeb und Ogier im DS3 WRC

#### Neues Reglement bringt neue Fahrzeuge
Nach dem Rückzug vieler Hersteller aus der Rallye-Hersteller-Weltmeisterschaft blieben zuletzt nur noch die „Blauen“ und die „Roten“, umringt von ihren Satelliten-Teams und mehr oder weniger unabhängigen Privatiers. Um einem spürbaren Rückgang des Publikumsinteresses entgegenzuwirken, sah sich die FIA zum Handeln gezwungen. Die FIA unternahm schon lange Bemühungen, neue Automobilhersteller zum Einstieg in die WRC zu bewegen. Diese wurden jedoch, hauptsächlich aus Kostengründen, ablehnend beantwortet.

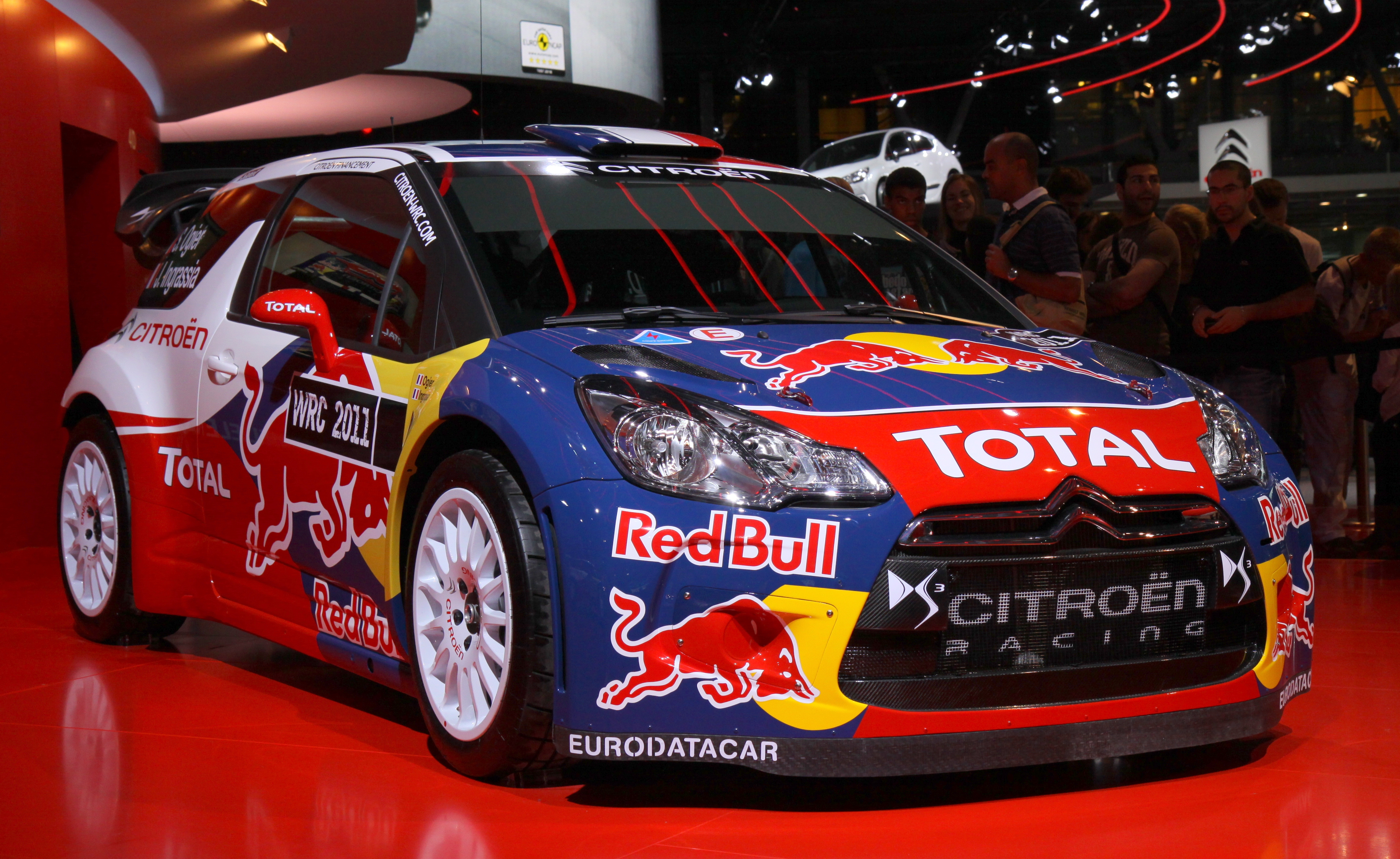
Der neu entwickelte Citroën DS3 WRC bei seiner Vorstellung in Paris 2010

Die FIA führte für die Saison 2011 ein neues WRC-Reglement ein, um Kosten zu senken und den Einstieg neuer Marken attraktiver zu machen, denn alle Teilnehmer mussten gleichermaßen neue Fahrzeuge entwickeln. Seit 2011 basieren die World Rally Cars auf dem Super-2000-Reglement, allerdings mit 1600-cm³-Motoren mit Benzindirekteinspritzung und Turboaufladung. Diese Fahrzeuge sind wesentlich näher an den Serienmodellen als ihre Vorgänger.
Citroën Racing beschloss auf Basis des Citroën DS3 das Citroën DS3 WRC, unter der Regie von Citroën-Technik-Chef Xavier Mestelan-Pinon während des Jahres 2010, zu konstruieren.
Hauptkonkurrent Ford rüstete den bereits in der SWRC 2010 erprobten und auch in der SWRC 2011 eingesetzten Ford Fiesta S2000 zum Ford Fiesta RS WRC auf.
Der an der Entwicklung des DS3 WRC beteiligte Daniel Sordo wechselte zu Mini. Der auf dem Mini Countryman aufbauende Mini WRC wurde ab der Rallye Sardinien in Zusammenarbeit mit Prodrive eingesetzt.
Volkswagen Motorsport stellte im Lauf der Saison 2011 den VW Polo R WRC vor und nahm ab der Rallye Finnland mit zwei, auf der gleichen Bodengruppe konstruierten, Škoda Fabia S2000 teil. Damit wollte sich das VW World Rally Team auf den zukünftigen Einstieg in die WRC vorbereiten, Fahrer scouten und die Strecken kennenlernen.

#### Das Junior Team wird durch Kundenteams ersetzt

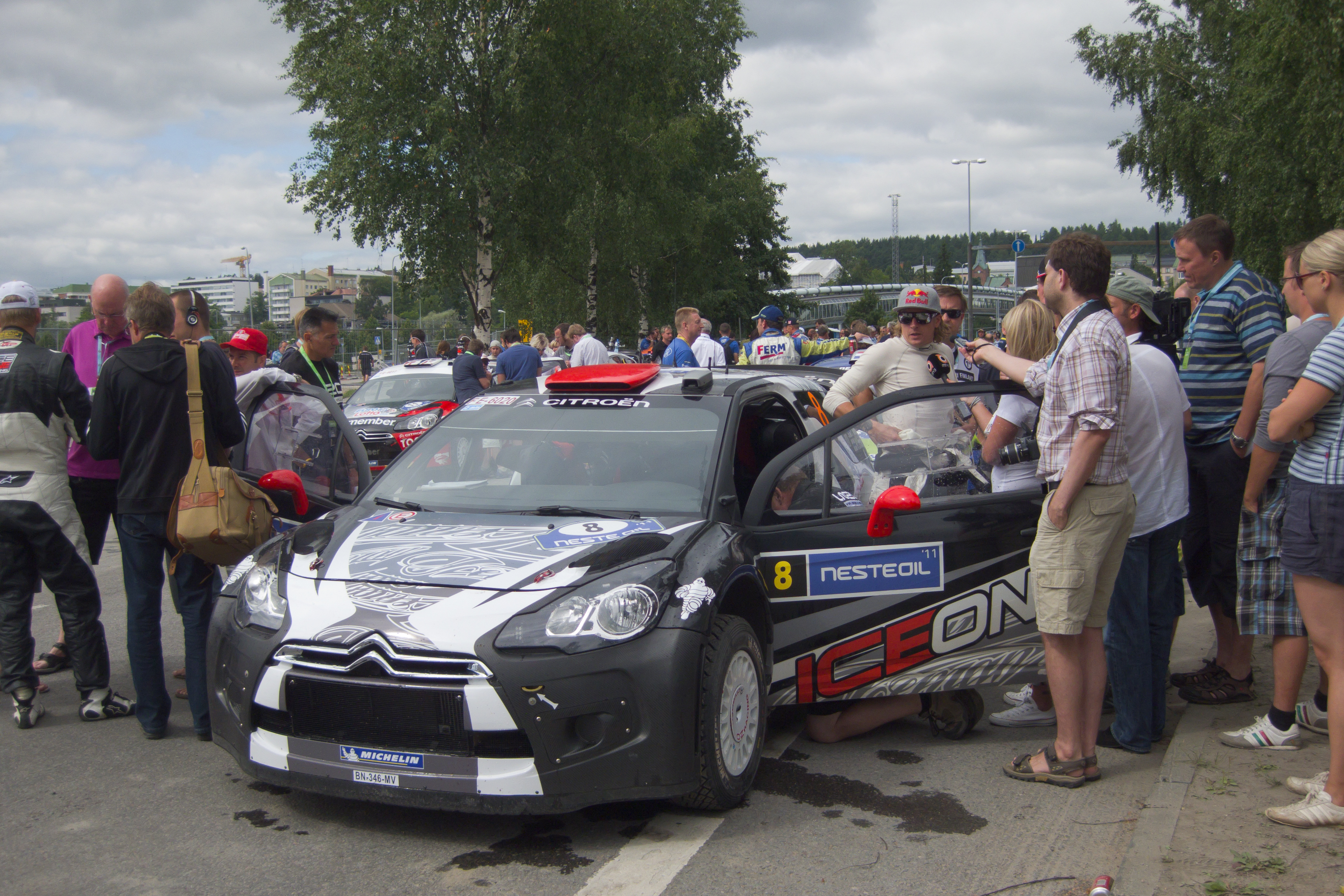
Kimi Räikkönen ist der wohl bekannteste Kundenfahrer des Citroën DS3 WRC

Nachdem Ogier einen Zweijahresvertrag als Werksfahrer im Citroën World Rally Team erhalten und Sordo seinen langjährigen Posten bei Citroën verloren hatte, wurde beschlossen das Junior Team aufzulösen.
Der Chef von Citroën Racing und Peugeot Sport Olivier Quesnel gab im Januar bekannt, dass Kimi Räikkönen einen Kundenvertrag mit Citroën unterschrieben hatte. Räikkönen hatte geplant, an vorerst zehn WM-Läufen teilzunehmen. Citroën stellte seinem neugeschaffenen Team ICE 1 Racing Fahrzeug, Infrastruktur und Mechaniker. Räikkönen startete in dieser Saison nicht nur um Fahrer-Punkte, sein Team war auch in der Hersteller-Weltmeisterschaft eingetragen.

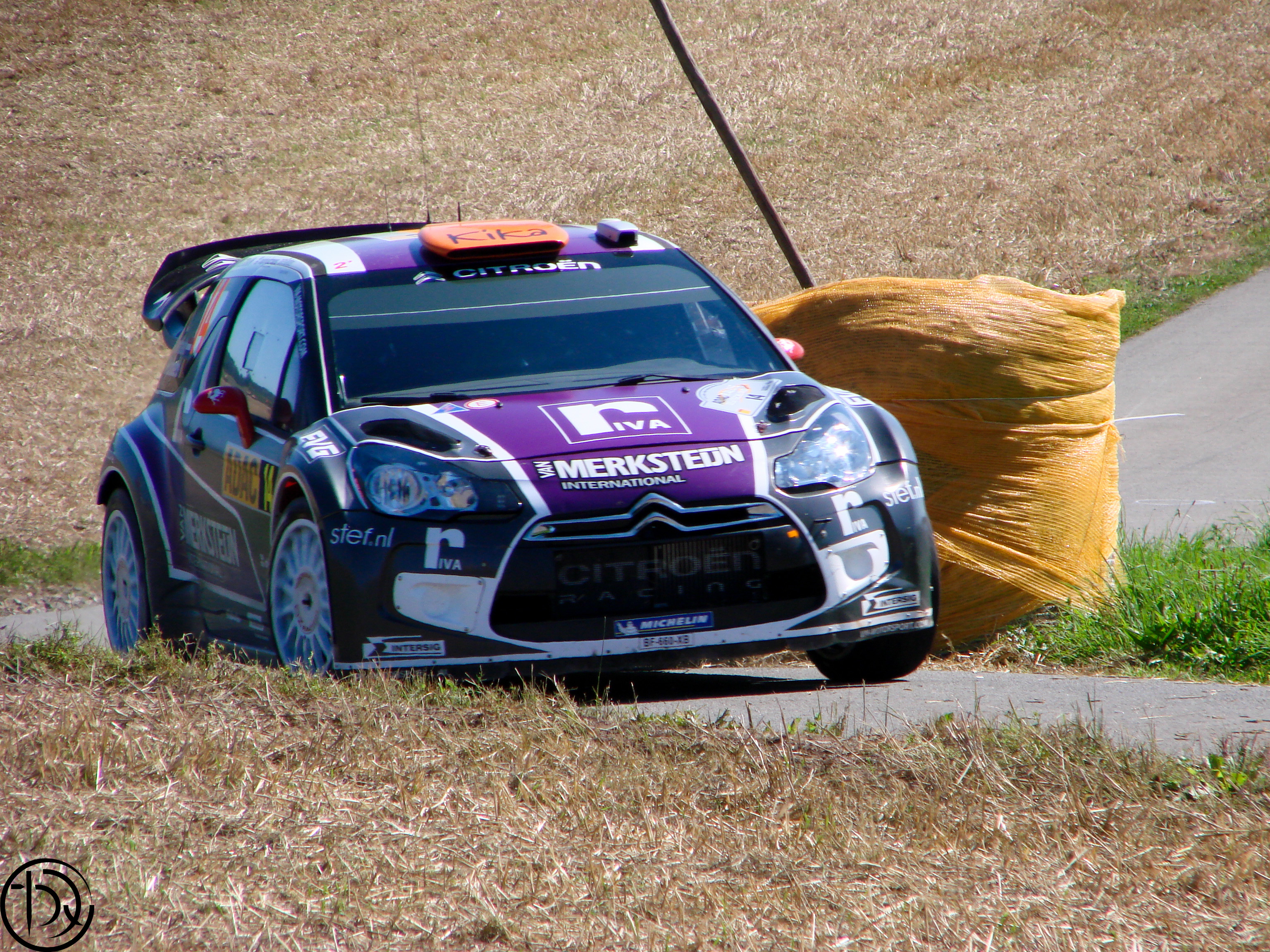
Peter van Merksteijn jr. im DS3 WRC bei der Rallye Deutschland 2011

Petter Solberg ging auch 2011 mit einem Citroën an den Start. Zunächst bei der Rallye Schweden 2011 als Privatteam eingeschrieben, schrieb sich sein Team auf Sponsorenwunsch auch um Hersteller-Punkte ein. Teamchef Ken Rees sagte: „Wir sind immer noch ein selbst gegründetes Privat-Team aber gleichzeitig auch sehr professionell. Der Prestigegewinn als Herstellermannschaft anzutreten ist unseren Sponsoren sehr wichtig. Wir spielten zwei Jahre mit den großen Jungs und nun ist es Zeit den nächsten Schritt zu tun.“ Das Petter Solberg World Rally Team hatte sich, unter ähnlichen Bedingungen wie ICE 1 Racing von Citroën unterstützt, bei allen 13 WM-Läufen 2011 eingeschrieben.
Ebenfalls wurde das niederländische Team Van Merksteijn Motorsport mit Citroën DS3 WRCs ausgestattet. Während Teambesitzer Peter van Merksteijn senior nur vereinzelte Starts in der Rallye-WM plante, waren für seinen Sohn Peter van Merksteijn junior elf Teilnahmen geplant. Da aber noch nicht genug Fahrzeuge zur Verfügung standen, verzichtete er, zu Gunsten Solbergs, auf den Start beim Saisonauftakt in Schweden.

#### Zwei Titel trotz interner Rivalitäten im Werksteam

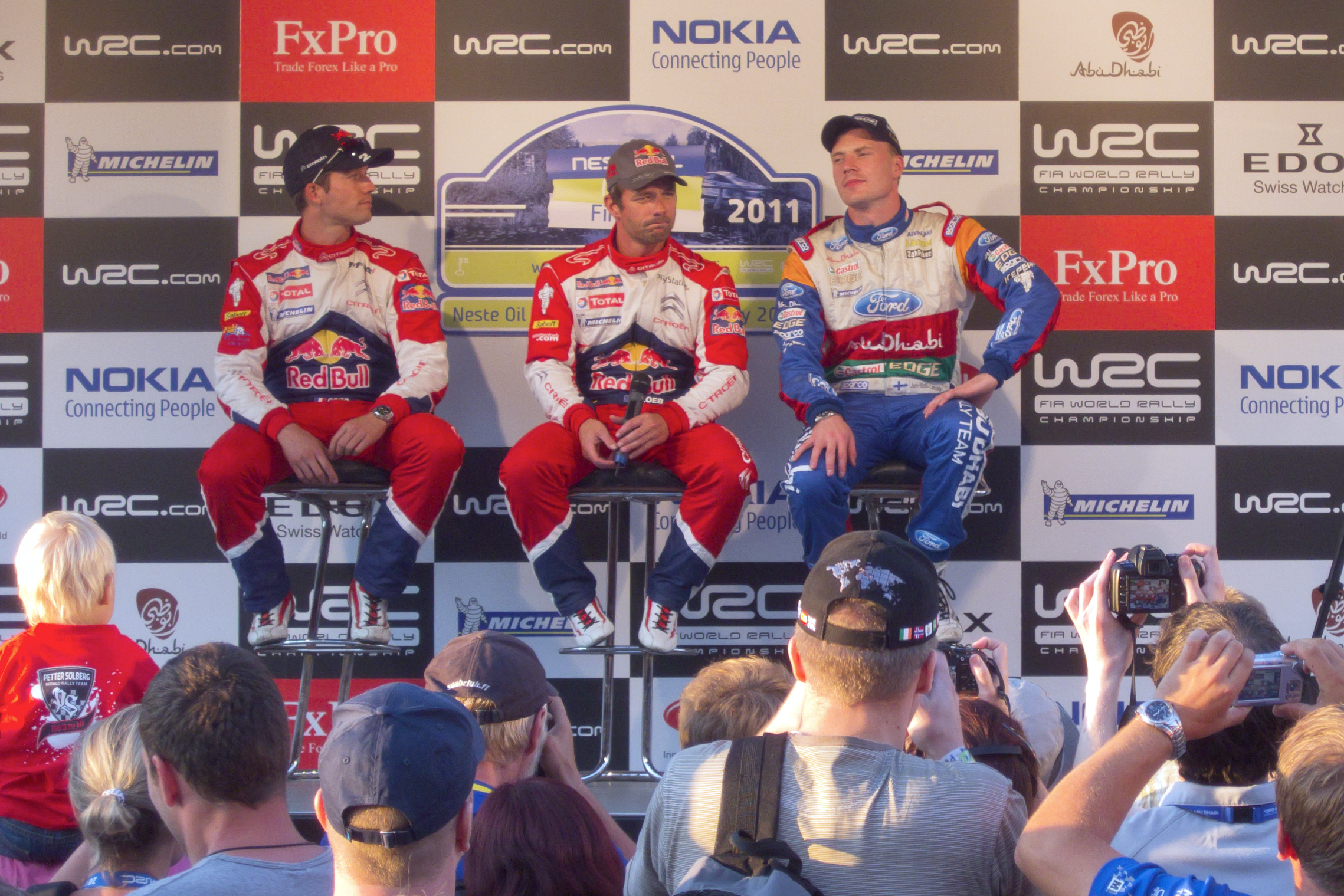
Ogier (links), Loeb (Mitte), Latvala (rechts) in Finnland 2011

Vor der Saison 2011 gab Loeb zunächst bekannt, seine Karriere Ende 2011 beenden zu wollen. Er unterzeichnete zuletzt im Team nur noch Einjahresverträge, um sich alle Optionen offen halten zu können. Nach seinen beeindruckenden Leistungen des Vorjahres wechselte Ogier nun als Stammfahrer in das Citroën Total World Rally Team. Auch Ford war auf ihn aufmerksam geworden und versuchte ihn zu gewinnen. Ogier entschied sich dennoch bei seinem „Lehrherren und Arbeitgeber“ zu bleiben. Bereits im Juli 2010 handelte er mit seinem Team einen bis 2013 gültigen Vertrag aus, der ihm sicherstellte, gleichberechtigt mit dem siebenfachen Weltmeister zu sein. Bei der Rallye Schweden 2011, welche sich durch heftigen Schneefall und viele Reifenschäden auszeichnete, erreichte er als schnellster Citroën-Pilot, direkt vor dem ehemaligen Rallye-Weltmeister Petter Solberg, seinem eigenen Teamkollegen Loeb und dem an achter Stelle abschließenden Kimi Räikkönen, als Vierter das Ziel. Bei dieser Rallye sicherte er sich, als erster Fahrer in der WM-Geschichte, die drei Bonuspunkte der Power-Stage. Damit lag er nach der ersten Rallye fünf Punkte vor seinem Teamkollegen.

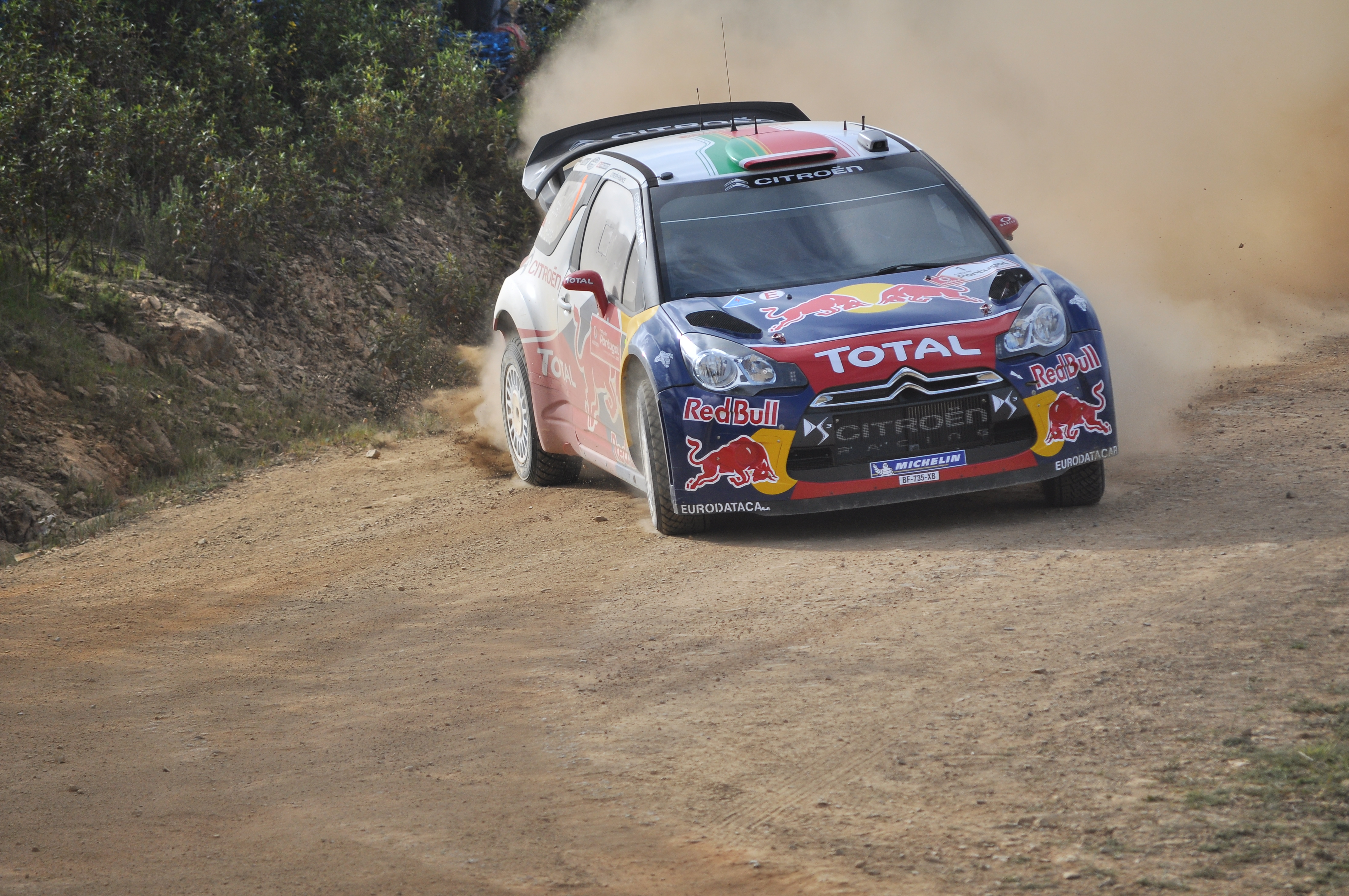
Sébastien Loeb im Citroën DS3 WRC bei der Rallye Portugal 2011

Bei der zweiten Rallye der Saison in Mexiko kam es zu einem Duell um den Sieg zwischen Loeb und Ogier. Mehrfach wechselte die Gesamtführung zwischen ihnen. Letztlich schied Ogier auf der 20. von 22 Wertungsprüfungen aus, als er mit einem großen Stein kollidierte und sich dabei die Radaufhängung schwer beschädigte. Loeb gewann und stellte die Verhältnisse wieder her. Am 27. März gewann Ogier, beim dritten Lauf 2011, die Rallye Portugal zum zweiten Mal und holte damit den dritten Gesamtsieg seiner Karriere. Loeb wurde Zweiter. Bei der folgenden Rallye Jordanien am 16. April 2011 gewann Ogier seine vierte WM-Rallye und zusätzlich die Power-Stage, so erhielt er als erster Fahrer die volle Anzahl von 28 zu erreichenden Punkten bei einer Rallye. Loeb beendete die Veranstaltung auf dem dritten Platz. Nun lag Ogier, mit zwei Siegen und seinem Fehler in Mexiko, fünf Punkte hinter Loeb. Bei der Rallye Sardinien gewann Loeb und Ogier wurde Vierter. Ein weiteres Mal wurde es zwischen den beiden in Argentinien spannend. Ogier attackierte seinen Teamkollegen hart, lag mit 43,7 Sekunden Vorsprung vor Loeb in Führung und überschlug sich mit seinem Fahrzeug auf der 16. von 19 Wertungsprüfungen. Mit dem schwer beschädigten Fahrzeug setzte er das Rennen fort und erreichte, nach seinem zweiten aus einem Stallduell entstandenen Unfall, als Dritter hinter einem Ford das Ziel. Es drangen immer mehr die Spannungen zwischen den Teamkollegen an die Öffentlichkeit.

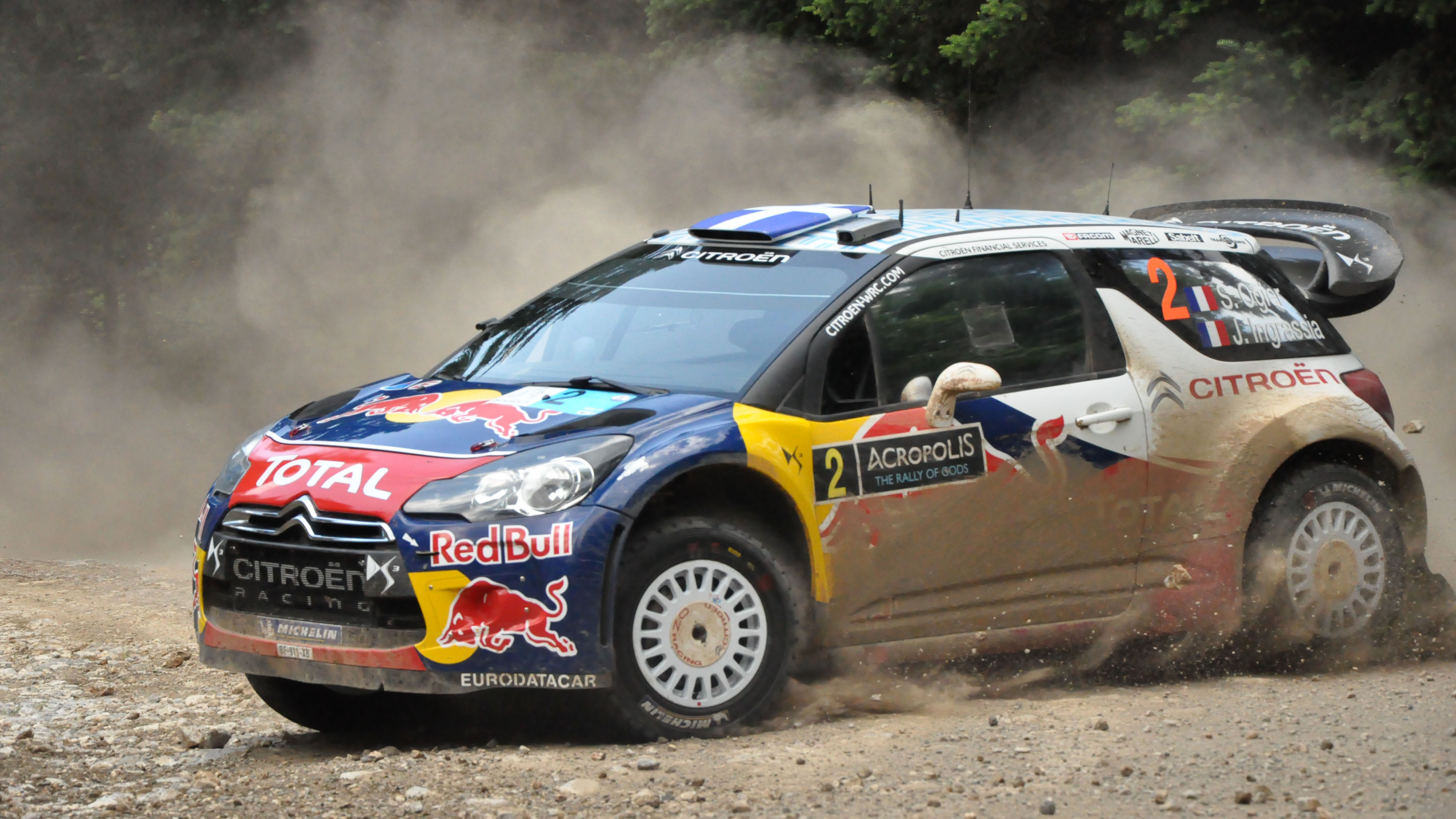
Sébastien Ogier im DS3 WRC bei der Rallye Griechenland 2011

Bei der als Nächstes ausgetragenen Rallye Griechenland gewann Ogier vor seinem Teamkollegen Sébastien Loeb sowohl die Gesamtwertung als auch die Power-Stage und errang somit als einziger Fahrer zum zweiten Mal 28 Punkte der Fahrer-Weltmeisterschaft. Zuvor ließ er sich aber – vom Team aktiv unterstützt – aus taktischen Gründen zwei Mal zurückfallen, um eine günstigere Startposition am nächsten Tag zu haben. Diese Ereignisse überschatteten den Glanz des zweiten DS3-Zweifachsiegs stark. Die Medien begannen daraufhin, Prost-Senna-Vergleiche aufzustellen. Bei der in Finnland ausgetragenen Hochgeschwindigkeits-Rallye kam es erneut zu einem Kampf um Bruchteile von Sekunden. Taktik wurde von Loebs Konkurrenten ebenfalls mehrfach angewandt, weshalb Loeb an allen drei Tagen als Erster auf die Strecke musste. Mehrfach wechselte die Führung zwischen den Teamkollegen. Der Sieg ging an Loeb, somit war er der einzige nicht finnische Fahrer, der diese Veranstaltung zwei Mal gewann. Ogier beendete die Rallye nach einem Reifenschaden auf dem dritten Gesamtrang 5 Sekunden hinter Jari-Matti Latvala. Wenige Tage vor der Rallye Deutschland verlängerte Loeb seinen Vertrag mit seinem Stammarbeitgeber um weitere zwei Jahre. Dabei ließ er sich die Option offen, nach der Saison 2012 aussteigen zu können. Seit 2002 in Deutschland und seit 2004 auf Asphalt ungeschlagen, war in Deutschland Loeb der klare Favorit. Ogier hatte hingegen noch nie eine Asphalt-Rallye gewonnen. Somit verlangte das Team von Ogier, auf Sicherheit zu fahren. Als das Team dieses Mal so zu Gunsten Loebs eingriff, machte Ogier mehrfach bei Interviews während der Rallye seinem Unmut auf unschöne Weise Luft. Das kam weder im Team, bei Loeb noch beim Konzern-Vorstand gut an. Citroën machte öffentlich, dass Ogier zu einer Besprechung ins Hauptquartier zitiert werde. Loeb erreichte nach 75 Sekunden Zeitverlust durch einen Reifenschaden nur den zweiten Gesamtrang hinter Ogier. Dadurch wurden zwei seiner Siegesserien durch seinen eigenen Teamkollegen unterbrochen. Durch Ogiers Erfolg wurde Citroën zum erfolgreichsten Automobilhersteller in der Geschichte der Rallye-Weltmeisterschaft. Man hatte den nächsten Doppelsieg eingefahren, den achten Sieg in Folge, und den Vorsprung auf das Ford-Werksteam auf 91 Punkte vergrößert. Die Medien hatten ihre Aufmerksamkeit aber eher auf die teaminterne Rivalität zwischen den beiden Fahrern gerichtet.

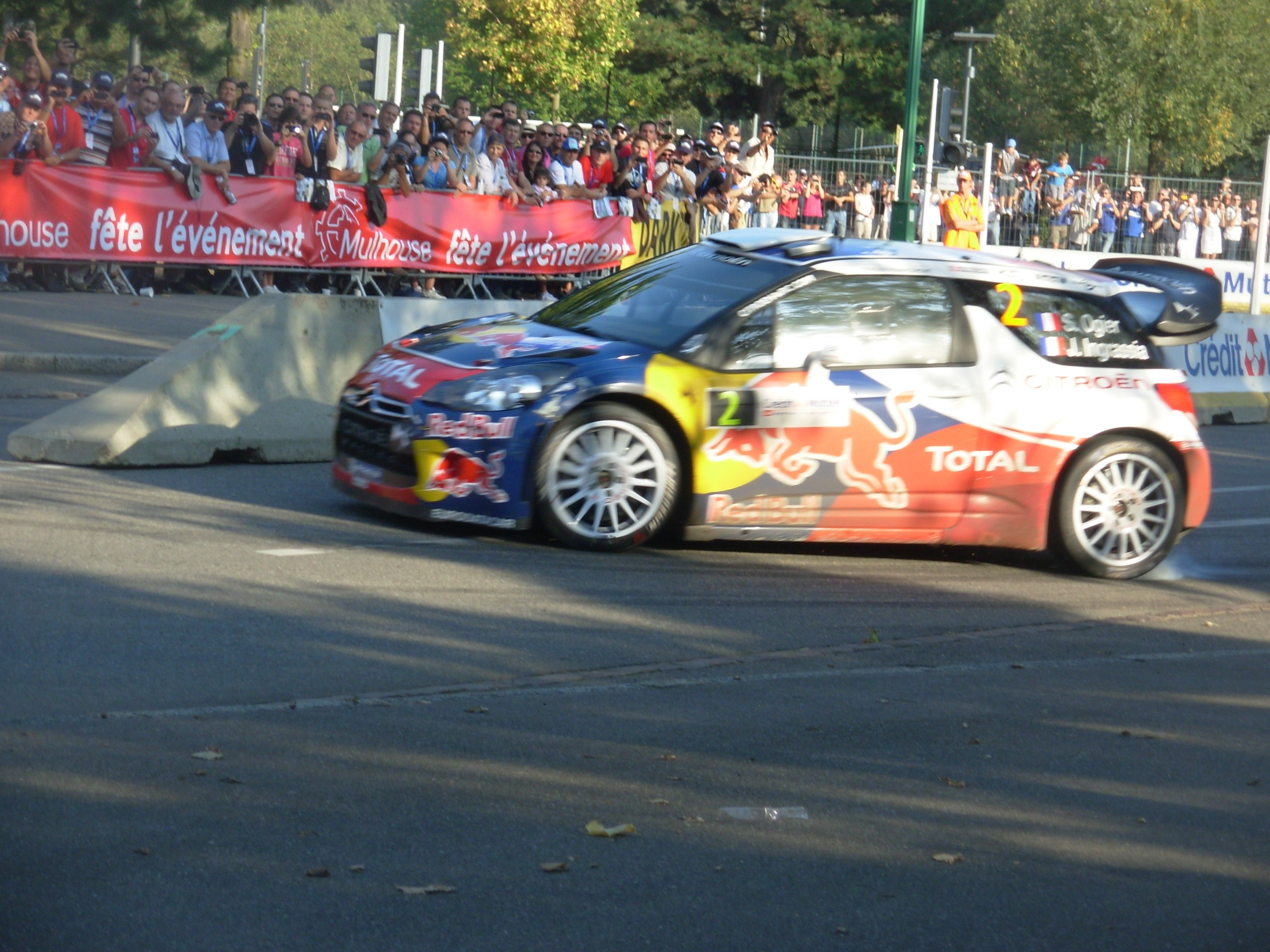
Sébastien Ogier auf dem Weg zu seinem fünften WM-Lauf-Sieg 2011

Bei der nächst ausgetragenen Rallye Australien hatte der in Führung liegende Loeb auf der vierten Wertungsprüfung einen fünffachen Überschlag. Als erstes Fahrzeug auf der Strecke, mit zwei Sekunden Vorsprung auf seinen Teamkollegen, verglich Loeb seine Zwischenzeiten mit denen der ihm nachfolgenden Fahrern am Display und bremste vor einer Rechtskurve zu wenig. Die Führung ging an Ogier über. Ogier verunfallte auf der sechsten Wertungsprüfung an einem Baum. Beide Fahrer und Beifahrer blieben unverletzt. Die Gesamtführung ging an die Ford-Werkspiloten Mikko Hirvonen und Jari-Matti Latvala über. Über Nacht konnten die beiden DS3 WRCs repariert und startbereit gemacht werden. Unter Superally-Reglement startete Loeb mit 30 Strafminuten und Ogier mit 20 Minuten Zeitstrafe in den nächsten Tag. Latvala übernahm auf der ersten Wertungsprüfung dieses Tages die Führung von seinem Teamkollegen. Durch ihre Zeitstrafe bedingt, startete Ogier vom 16. und Loeb vom 21. Platz eine Aufholjagd um Weltmeisterschaftspunkte. Es wirkte so, als ob Loeb das erste Mal seit der Rallye Griechenland 2009 keine WM-Punkte-Platzierung erreichen würde. Ogier hatte sich mittlerweile bis auf den neunten Gesamtrang vorgearbeitet und die Chance, den achten Platz vom langsameren PWRC-Fahrzeug vor ihm zu übernehmen, war groß. Loeb war mittlerweile auf den zwölften Rang vorgefahren. In dieser Wertungsprüfung wurde sowohl von Ford als auch von Citroën eine, im Rallyesport erlaubte, Stallregie ausgegeben. Latvala hielt kurz vor dem Ziel an, um Hirvonen 28 Sekunden und den Sieg zu schenken. Ogier kassierte bewusst eine 50-Sekunden-Zeitstrafe, als er 5 Minuten zu spät in diese Wertungsprüfung startete. Er parkte dann neben der Strecke und verlor absichtlich zusätzlich über neun Minuten, um Loeb einen WM-Punkt zu ermöglichen. Nach diesem Ford-Doppelsieg verkürzte Ford den Rückstand in der Marken-Weltmeisterschaft auf 62 Punkte. Zu seiner Heimrallye reiste Loeb als Topfavorit an. Er schied jedoch, in Führung liegend, auf der dritten Wertungsprüfung aus. Der Grund für Loebs ersten Ausfall wegen technischen Gebrechens seit der Rallye Schweden 2008 war ein durch einen Montagefehler bedingtes Motorproblem. Ogier übernahm von ihm die Führung und gewann, nach mehrfachem Führungswechsel mit Dani Sordo und Petter Solberg, schließlich auch seinen fünften WM-Lauf der Saison. Nach dieser Rallye lag Ogier in der WM-Wertung drei Punkte hinter seinem Teamkollegen. Bei der nächst ausgetragenen Rallye Katalonien schied Ogier aus. Loeb gewann dort zum siebten Mal in Folge. Somit hatte Loeb einen unaufholbaren Punktevorsprung auf seinen Teamkollegen herausgefahren. Nur noch Hirvonen lag in Schlagdistanz. Das Team sicherte sich in Spanien den siebten Hersteller-WM-Titel seit 2003. Nachdem beim Saisonfinale in Großbritannien Ogier auf der ersten Wertungsprüfung verunfallte und nach der siebten WP mit Mikko Hirvonen Loebs einziger noch verbliebener Konkurrent um den WM-Titel ausgeschieden war, gewann Loeb seinen achten Fahrerweltmeistertitel noch vor Ende der Veranstaltung. Loeb wurde auf der Verbindungsstrecke zwischen der 18. und 19. Sonderprüfung von einem spanischen Falschfahrer in einen Verkehrsunfall verwickelt. Es blieben alle Beteiligten unverletzt, aber der Kühler des DS3 WRC wurde beschädigt und Loeb musste aufgeben. Der Weg zum Sieg war nun frei für Jari-Matti Latvala, an den vorderen WM-Plätzen änderte sich dadurch aber nichts mehr. Ogier wurde mit 196 Punkten WM-Dritter.

#### Verlauf der Hersteller-Weltmeisterschaft 2011
| Pos.                       | Team                              | SWE | MEX | POR | JOR | ITA | ARG | GRE | FIN | GER | AUS | FRA | ESP | GBR | Punkte |
| -------------------------- | --------------------------------- | --- | --- | --- | --- | --- | --- | --- | --- | --- | --- | --- | --- | --- | ------ |
| 1                          | Citroën Total World Rally Team    | 22  | 25  | 43  | 40  | 37  | 40  | 43  | 40  | 43  | 14  | 25  | 25  | 6   | 403    |
| 2                          | Ford Abu Dhabi World Rally Team   | 40  | 33  | 27  | 30  | 20  | 24  | 21  | 30  | 17  | 43  | 33  | 33  | 25  | 376    |
| 3                          | M-Sport Stobart Ford Rally Team   | 18  | 18  | 4   | 3   | 18  | 14  | 12  | 14  | 4   | 12  | 16  | 12  | 33  | 178    |
| 4                          | Petter Solberg World Rally Team   |     | 12  | 10  | 0   | 15  | 12  | 12  | 10  | 12  | 15  | DSQ | 0   | 0   | 98     |
| 5                          | FERM Power Tools World Rally Team | 4   | 0   | 2   | 4   | 0   |     | 4   | 2   | 6   |     | 12  | 10  | 10  | 54     |
| 6                          | Team Abu Dhabi                    | 6   |     | 1   | 6   | 6   |     |     | 1   |     | 10  | 4   | 8   | 12  | 54     |
| 7                          | Munchi’s Ford World Rally Team    |     | 6   | 6   | 8   | 4   | 8   | 0   |     |     |     |     | 6   |     | 38     |
| 8                          | Monster World Rally Team          | 2   | 4   | 0   | 0   |     | 2   |     |     | 1   | 2   | 8   | 0   | 8   | 27     |
| 9                          | Van Merksteijn Motorsport         |     |     | 0   | 0   | 0   | 0   | 0   |     | 8   | 4   | 0   | 4   | 0   | 16     |
| 10                         | Brazil World Rally Team           |     |     | 0   | 0   | 1   | 0   | 0   | 0   | 0   | 0   | 0   | 2   | 7   | 10     |
| Pos.                       | Team                              | SWE | MEX | POR | JOR | ITA | ARG | GRE | FIN | GER | AUS | FRA | ESP | GBR | Punkte |
| Stand nach Saisonende 2011 |                                   |     |     |     |     |     |     |     |     |     |     |     |     |     |        |

### 2012 das zweite Jahr mit dem DS3 WRC

#### Loeb bleibt, Ogier geht und Hirvonen kommt
Mitte 2011 gab die FIA bekannt, das Startreihenfolgereglement bei den Wertungsprüfungen, das den Weltmeisterschaftsführenden benachteiligte, zu ändern. Daraufhin entschied sich Loeb bei der Rallye-Weltmeisterschaft zu bleiben und verlängerte seinen Vertrag mit dem Team. Der bis dahin als Junior geförderte Sébastien Ogier fühlte sich durch die Weiterverpflichtung von Loeb benachteiligt und wollte in ein anderes Team wechseln. Im November 2011 wurde bekanntgegeben, dass Ogiers Vertrag aufgelöst wird. Für die Saison 2012 verpflichtete das Citroën Total World Rally Team den langjährigen Fordwerksfahrer Mikko Hirvonen neben Loeb. Sébastien Loeb und Daniel Elena gewinnen die Weltmeisterschaft 2012 mit neun Siegen von 13 gefahrenen Weltmeisterschaftsläufen. Das Duo konnte den neunten Weltmeistertitel in Folge feiern mit Citroën. Loeb / Elena beschließen, im Jahr 2013 nur noch ein paar ausgewählte Weltmeisterschaftsläufe zu fahren.